# Kézi videójáték-konzolok listája
Ez a kézi videójáték-konzolok listája, ami a kézi videójáték-konzolokat sorolja fel időrendi sorrendben. A listán csak beépített kijelzővel és cserélhető játékokkal rendelkező hordozható videójáték-konzolok szerepelnek. A beépített játékokat futtató kézikonzolok a dedikált konzolok közé vannak sorolva.

## Konzolok megjelenés szerint

### Második generáció (1976–1983)

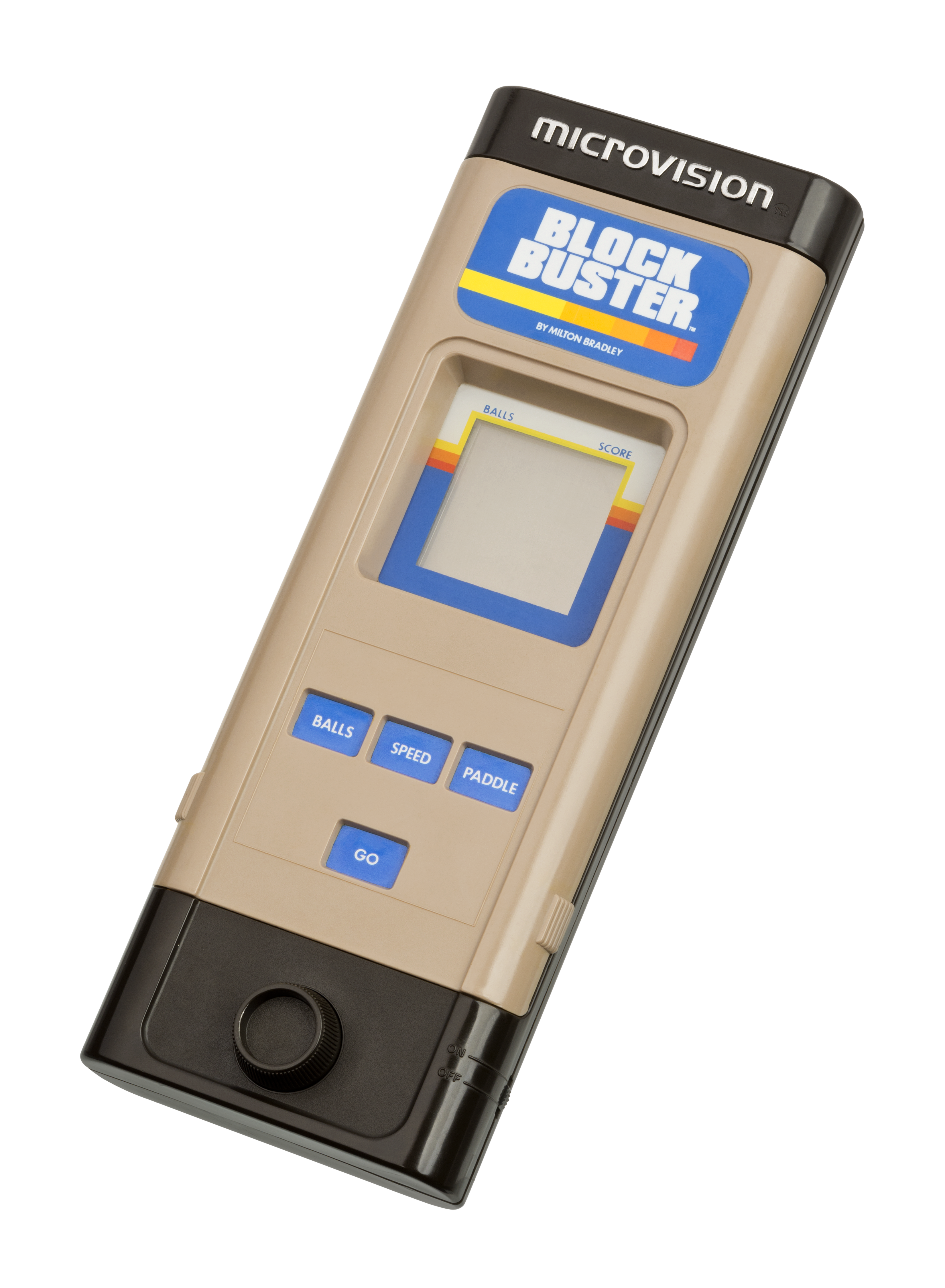
Microvision (1979)
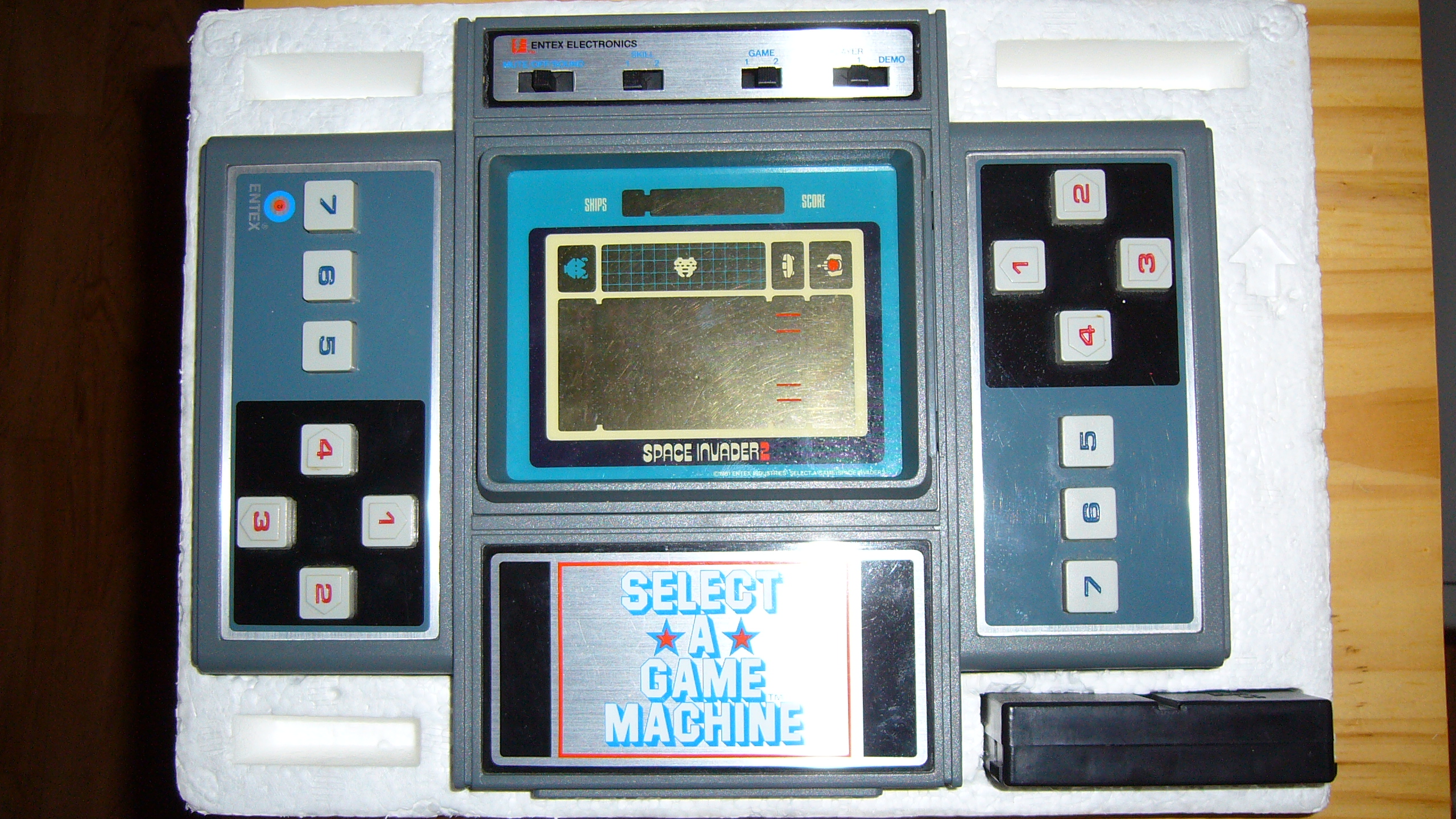
Select-A-Game (1981)
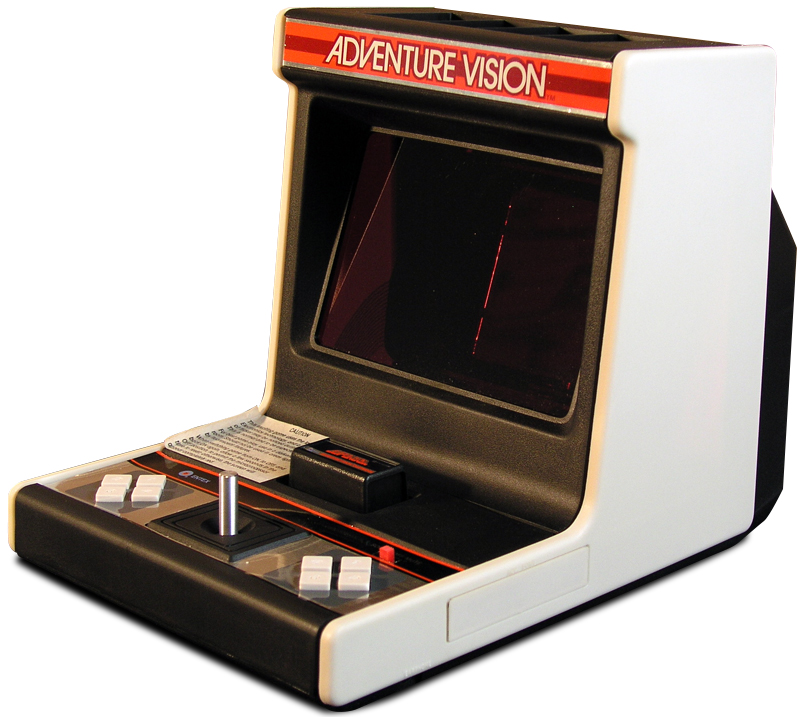
Adventure Vision (1982)
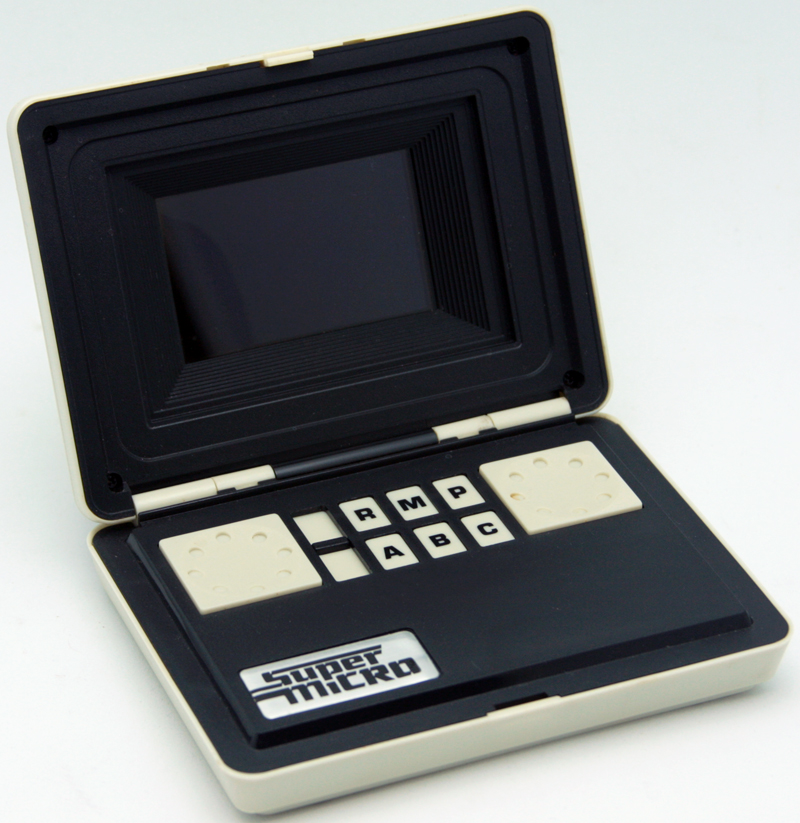
Super Micro (1983)
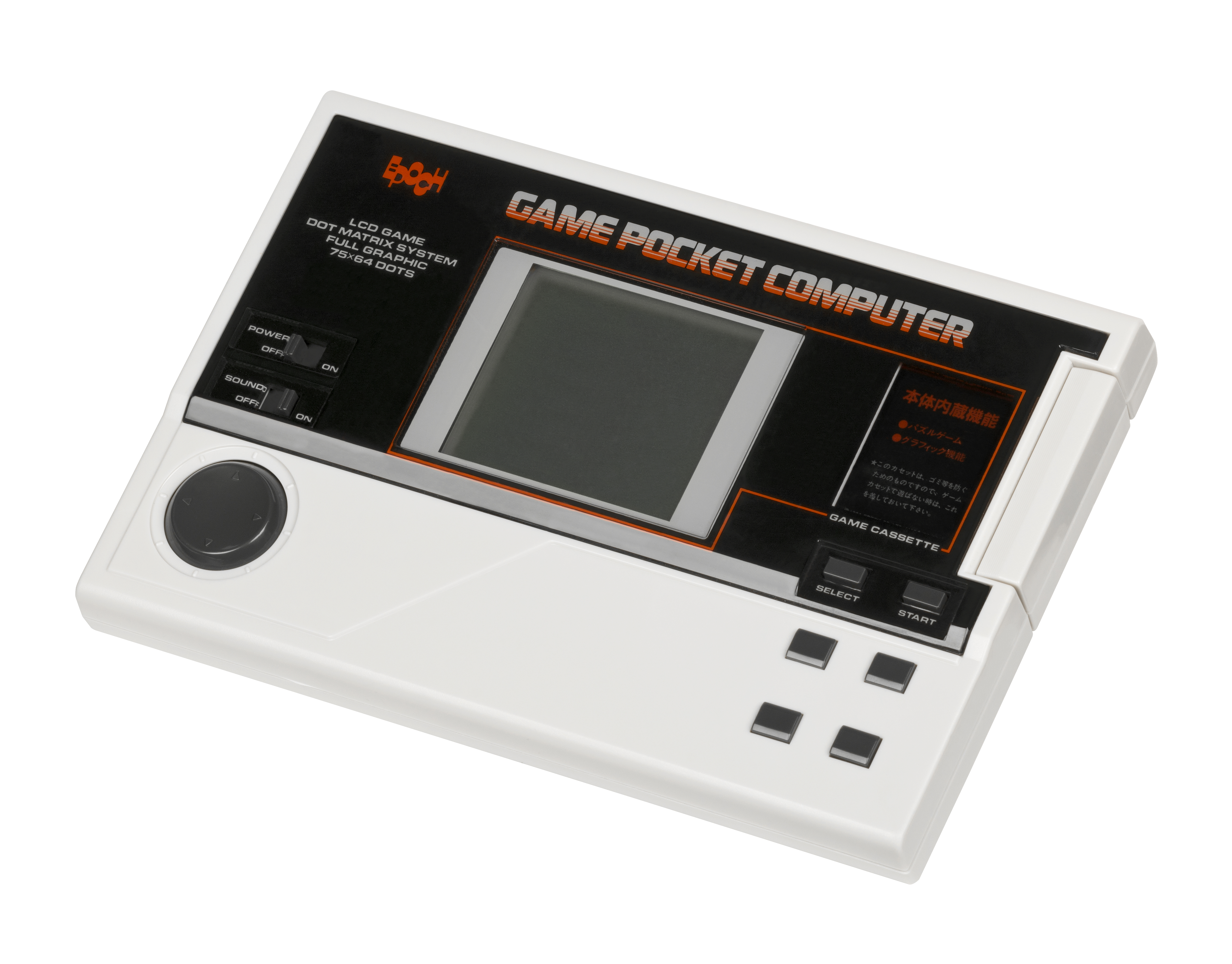
Game Pocket Computer (1984)

| Név                         | Megjelenés | Gyártó           | Eladott darab | Kereskedelmi elérhetőség | Megjegyzések |
| --------------------------- | ---------- | ---------------- | ------------- | ------------------------ | --- |
| Microvision                 | 1979       | Milton Bradley   |               | 1979–1981                | - Első cserélhető kazettákat használó kézikonzol - Nincs saját processzora, az a kazettákon kapott helyet - Kijelzője monokróm   |
| Children’s Discovery System | 1981       | Mattel           |               | 1981                     | - Oktatási célokra fejlesztett konzol                                                                                            |
| Entex Select-A-Game         | 1981       | Entex Industries |               | 1981–1982                | - Nincs saját processzora, az a kazettákon kapott helyet - Kijelzője monokróm                                                    |
| Entex Adventure Vision      | 1982       | Entex Industries | 50 757        | 1982–1983                | - Intel 8048 processzor - Kijelzője monokróm                                                                                     |
| Super Micro                 | 1983       | Palmtex          |               |                          | - Mindössze 3 játék jelent meg rá - A monokróm kijelzőjére helyezhető fóliák segítségével jeleníti meg a színeket                |
| Gamate 3D                   | 1983       | Vtech            |               |                          | - Mindössze 3 játék jelent meg rá - Játékai teljesen előrekompatibilisek a ProScreennel                                          |
| Vtech Variety               | 1983       | Vtech            |               |                          | - Nincs saját kijelzője, az a kazettákon kapott helyet                                                                           |
| Digi Casse                  | 1984       | Bandai           |               |                          | - Mindössze 4 játék jelent meg rá - Nincs saját kijelzője, az a kazettákon kapott helyet                                         |
| Epoch Game Pocket Computer  | 1984       | Epoch            |               |                          | - Mindössze 5 játék jelent meg rá - Kijelzője monokróm                                                                           |
| ProScreen                   | 1984       | Vtech            |               |                          | - Mindössze 5 játék jelent meg rá - Visszafelé kompatibilis a Gamate 3D-játékokkal - A Ludotronic is gyártotta ugyanezen a néven |

### Negyedik generáció (1987–1993)

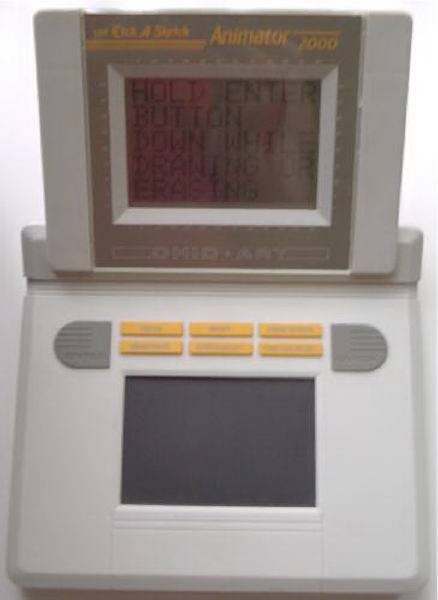
Etch A Sketch Animator 2000 (1988)
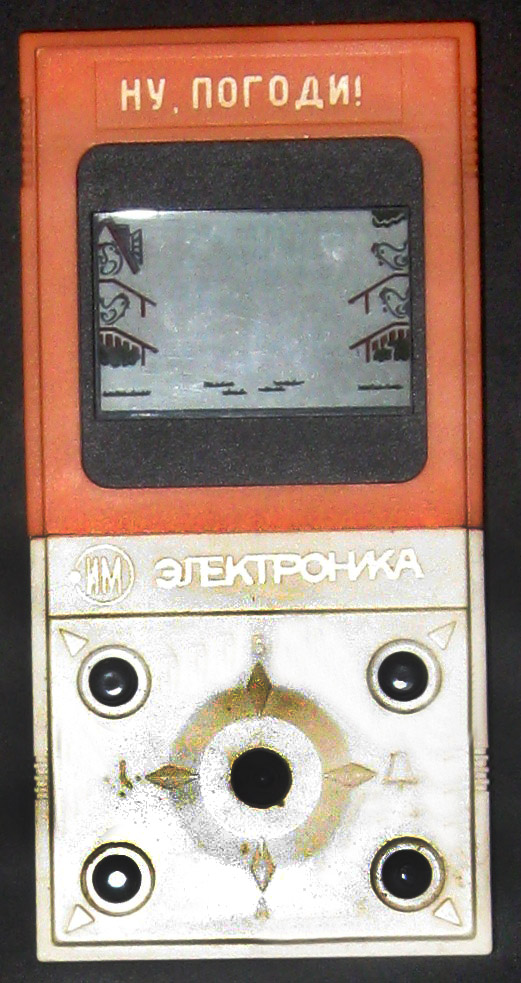
IM–26 (1988)
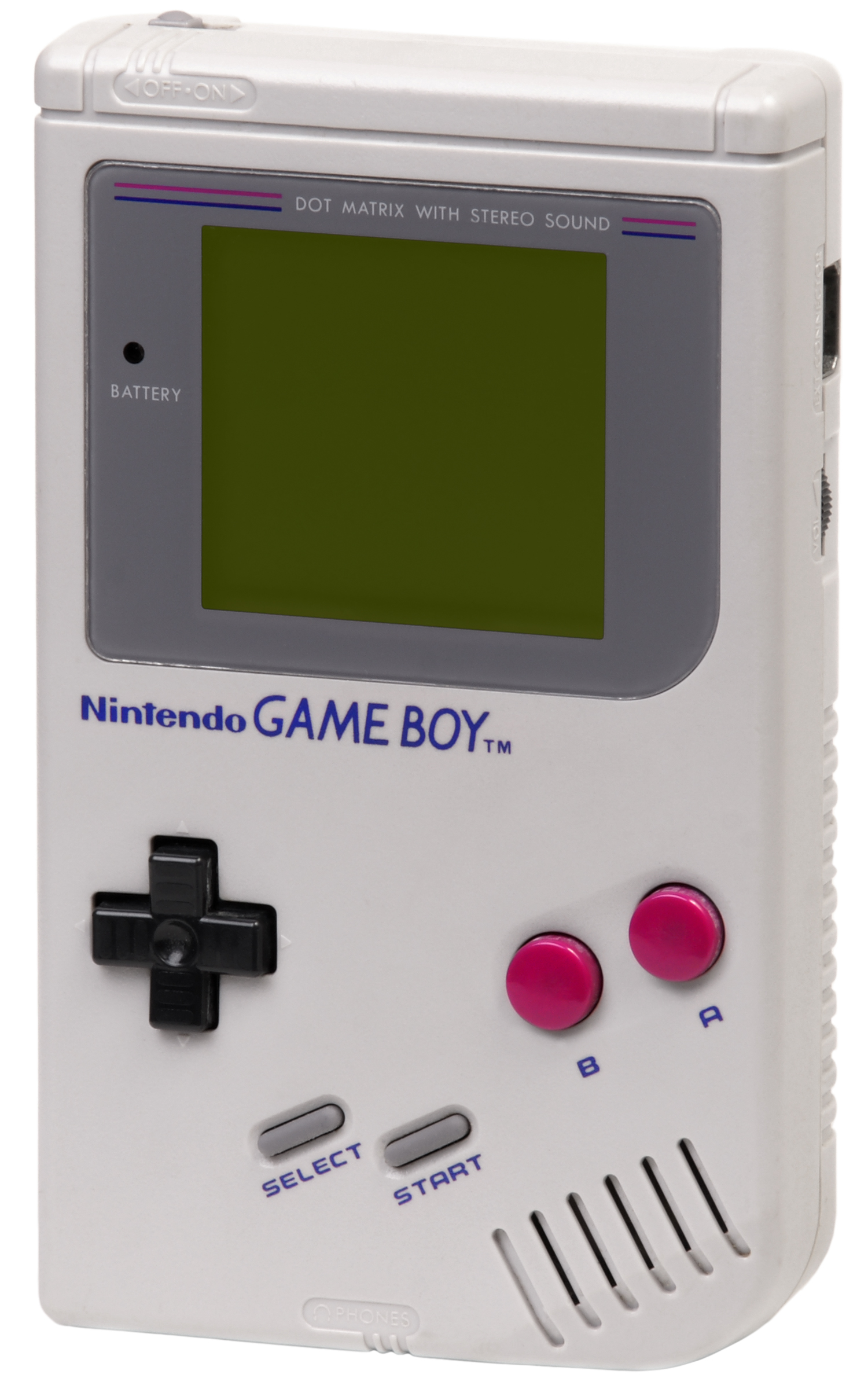
Game Boy (1989)
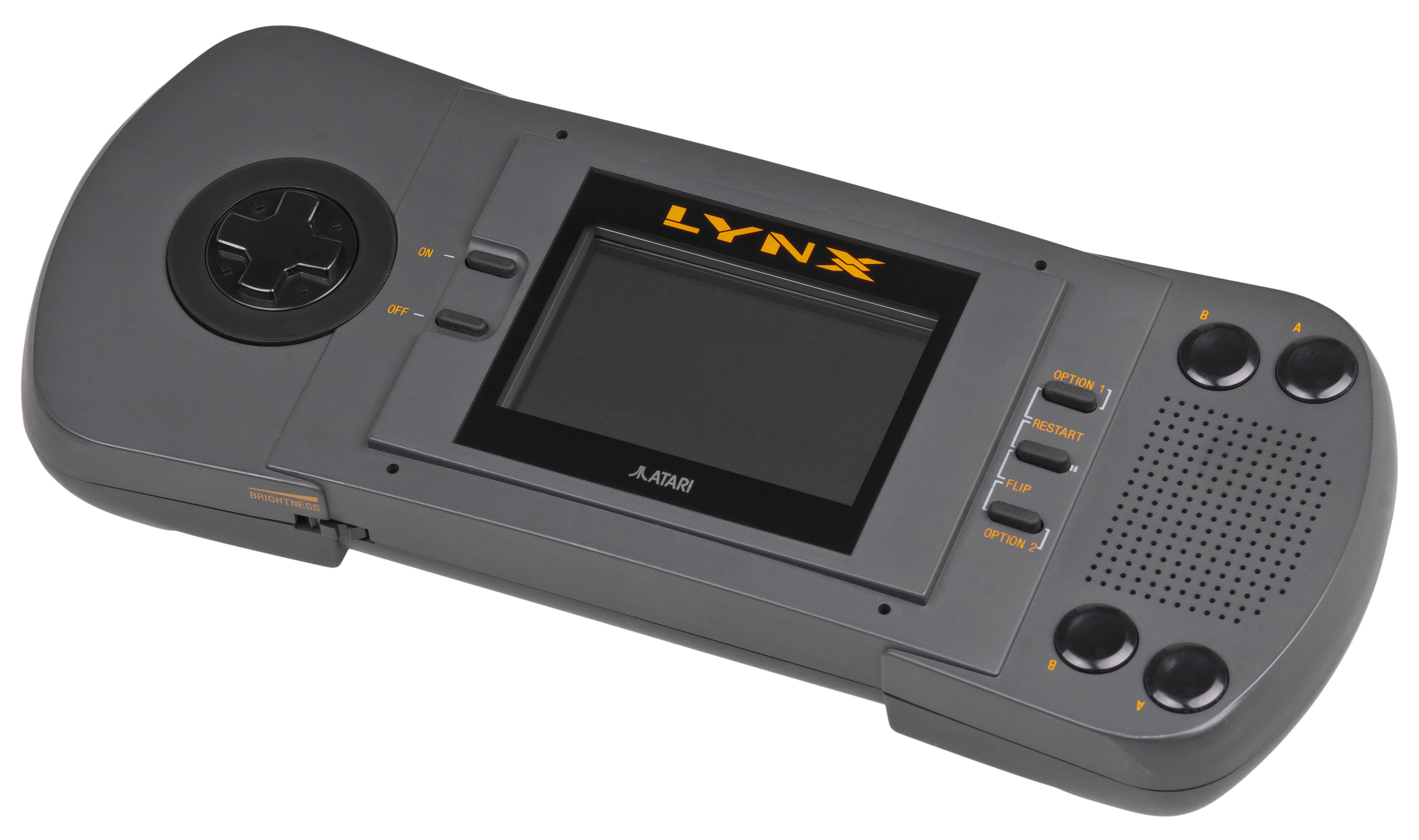
Atari Lynx (1989)
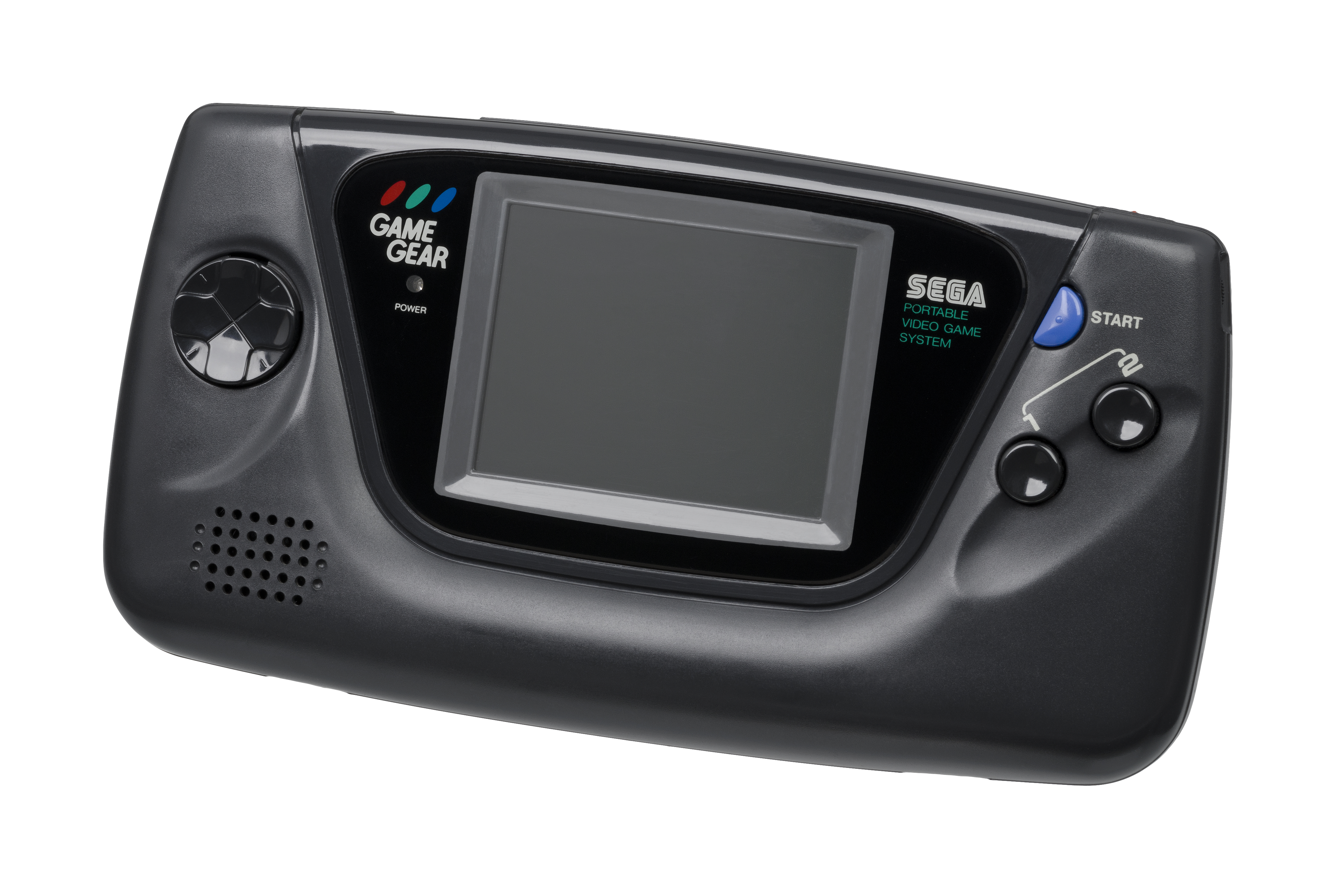
Game Gear (1990)
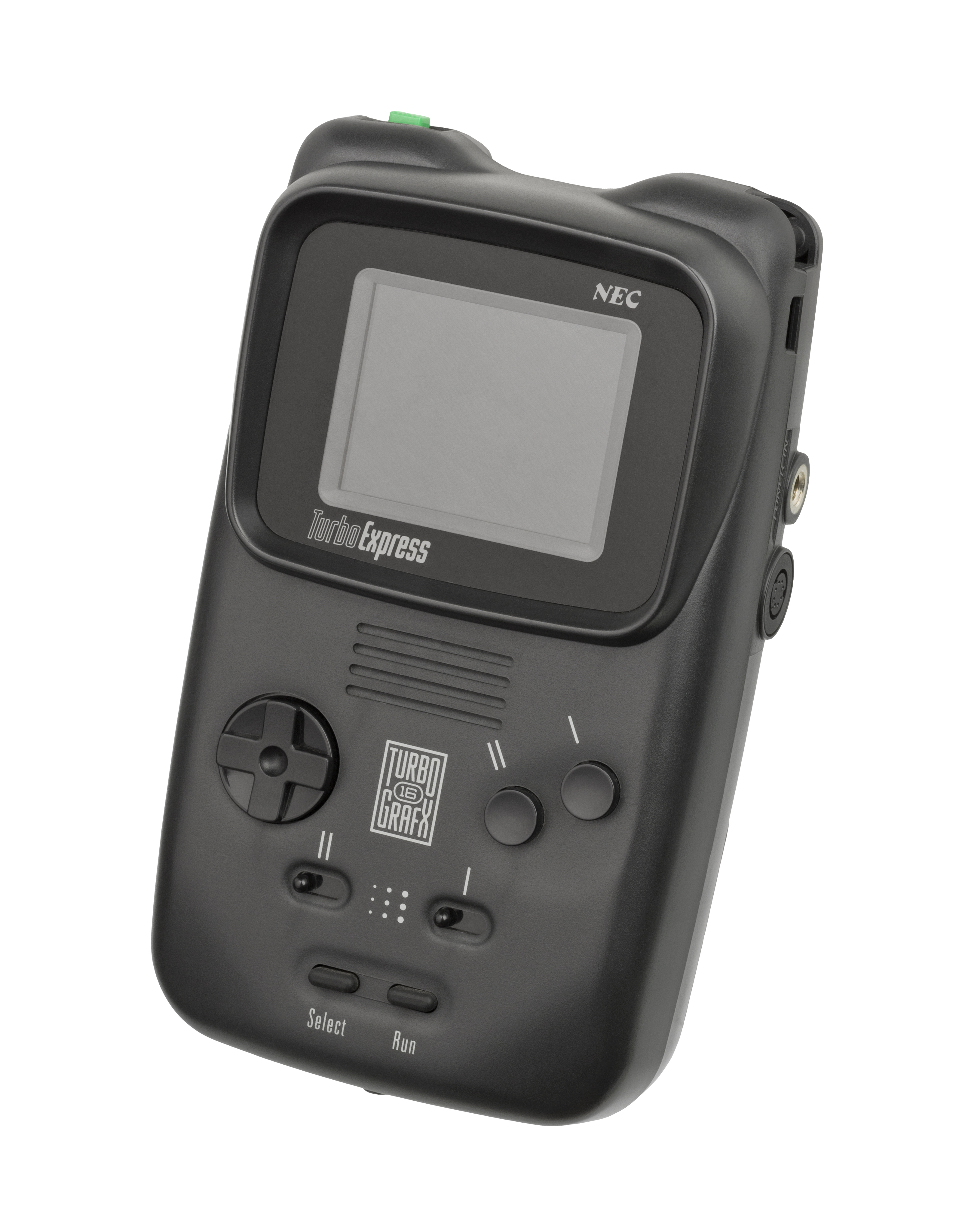
TurboExpress (1990)
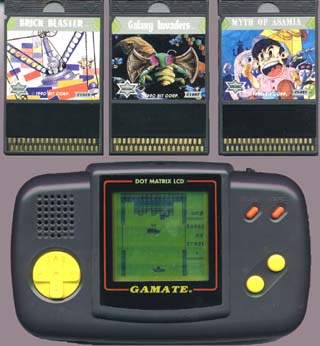
Gamate (1990)
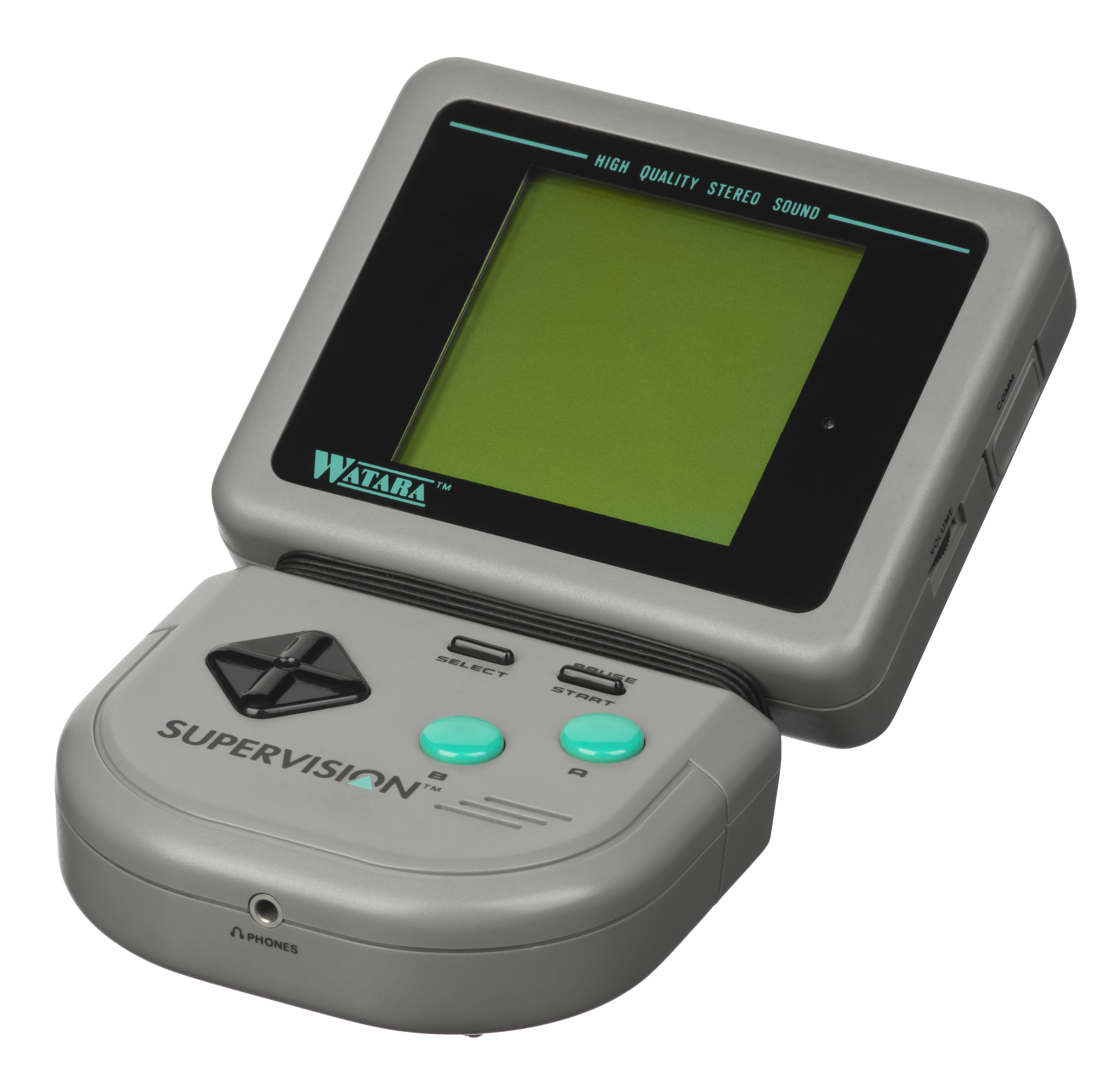
Watara Supervision (1992)
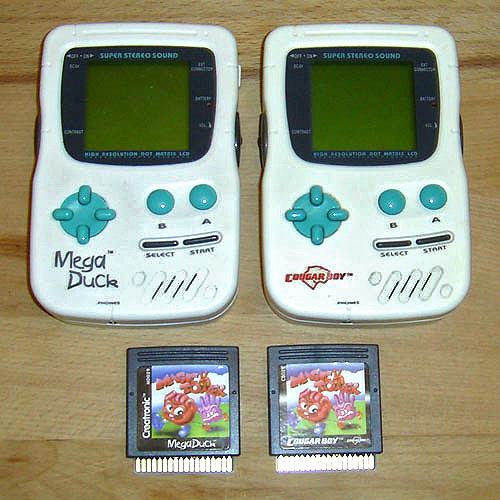
Mega Duck (1993)

| Név                         | Megjelenés | Gyártó           | Eladott darab | Kereskedelmi elérhetőség | Megjegyzések |
| --------------------------- | ---------- | ---------------- | ------------- | ------------------------ | --- |
| Etch A Sketch Animator 2000 | 1988       | Ohio Art Company |               |                          | - Mindössze 4 játék jelent meg rá - Kijelzője monokróm - A megszokott gombok mellett tapipadja is van |
| IM–26                       | 1988       | Elektronika      |               |                          | - Mindössze 5 játék jelent meg rá - Nincs saját kijelzője, az a kazettákon kapott helyet - A játékait önálló dedikált konzolokként is értékesítették |
| PreComputer 1000            | 1988       | Vtech            |               |                          | - Oktatási célokra fejlesztett konzol - Előrekompatibilis a PreComputer 2000-re megjelent játékokkal |
| Game Boy                    | 1989       | Nintendo         |               | 1989–2003                | - A Game Boy-család első tagja - Kijelzője monokróm - A Nintendo 1995-ben Play It Loud! kampány keretében számos különböző színben is megjelentette - 1996-ban Game Boy Pocket néven megjelent egy kisebb és könnyebb változata - 1997-ben Game Boy Light néven megjelent egy háttérvilágításos kijelzőjű változata |
| Atari Lynx                  | 1989       | Atari            |               | 1989–1991                | - Az első színes kijelzővel megjelent kézikonzol |
| Game Gear                   | 1990       | Sega             | 10,62 millió  | 1990–1997                | - A Sega Master System hardverén alapul - Egy kiegészítő segítségével teljesen kompatibilis a Master System-játékokkal |
| TurboExpress                | 1990       | NEC              | 1,5 millió    | 1990–1994                | - Első kézikonzol, mely egy korábban megjelent otthoni konzol teljes értékű változata - A TurboGrafx-16 otthoni konzol hordozható változata - Televízióra csatlakoztatható |
| Gamate                      | 1990       | Bit Corporation  |               | 1990–1994                | - A Bit Corporation 1992-es csődje után a United Microelectronics Corporation forgalmazta - Kijelzője monokróm |
| Game Master                 | 1990       | Hartung          |               |                          | - Systema 2000, Super Game, Game Tronic és Game Plus néven is értékestítették - Kijelzője monokróm |
| Atari Lynx II               | 1991       | Atari            | 500 000       | 1991–1995                | - Az Atari Lynx hardverrevíziója |
| Watara Supervision          | 1992       | Watara           |               |                          | - Számos különböző néven jelent meg - Kijelzője monokróm - Televízióra csatlakoztatható |
| Mega Duck                   | 1993       | Welback Holdings |               |                          | - Dél-Amerikában Cougar Boy néven jelent meg - Kijelzője monokróm |

### Ötödik generáció (1993–1998)

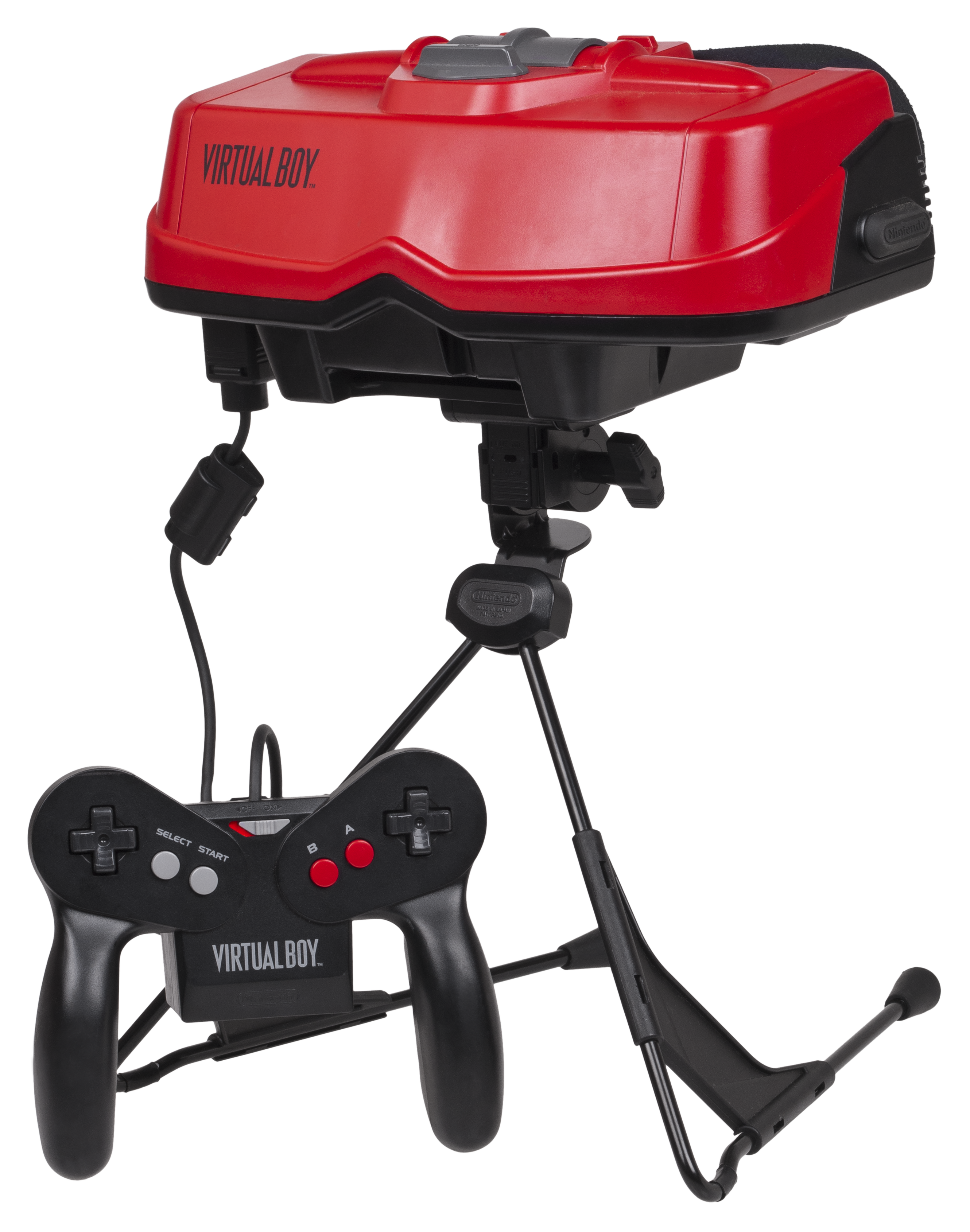
Virtual Boy (1995)
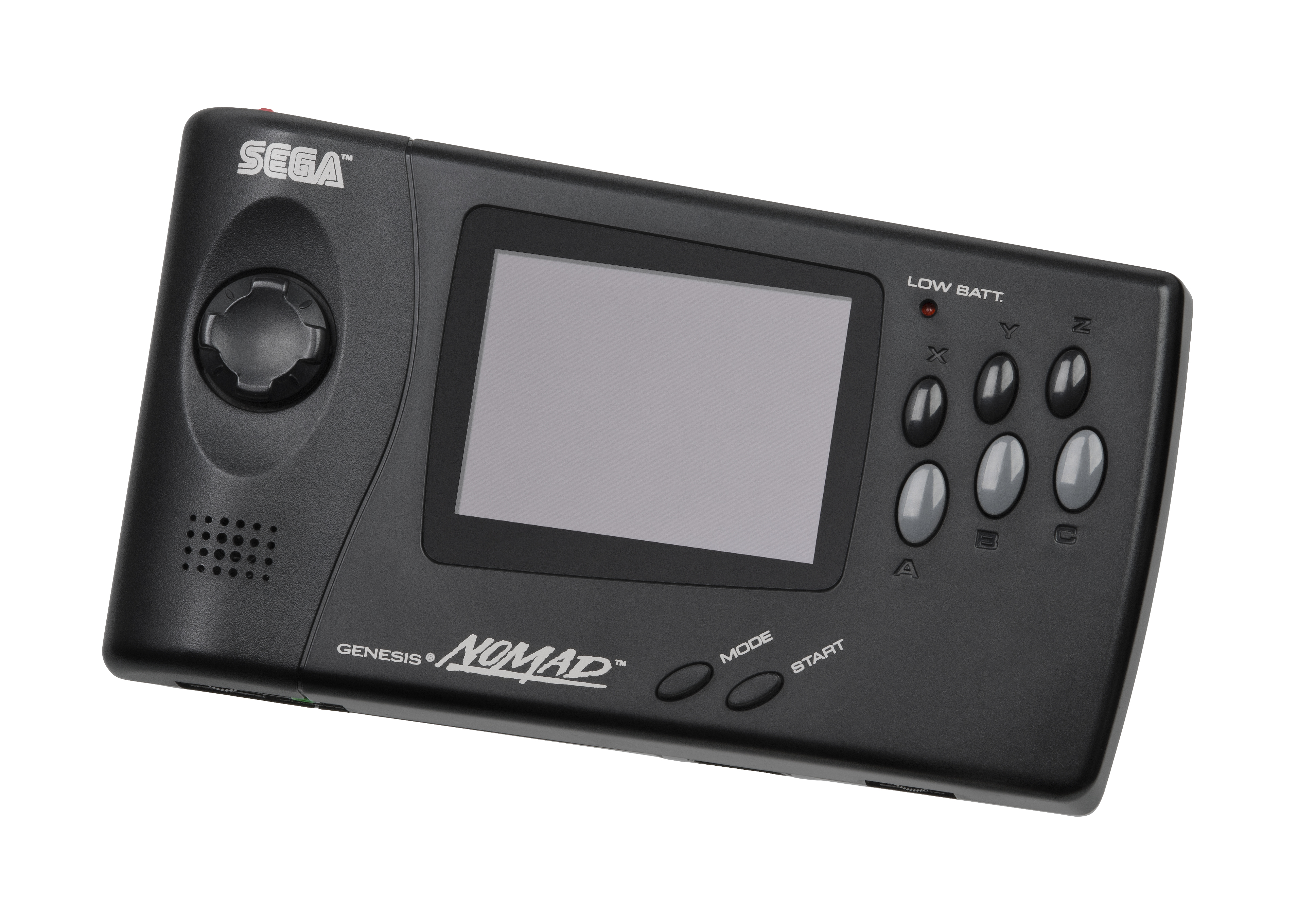
Genesis Nomad (1995)
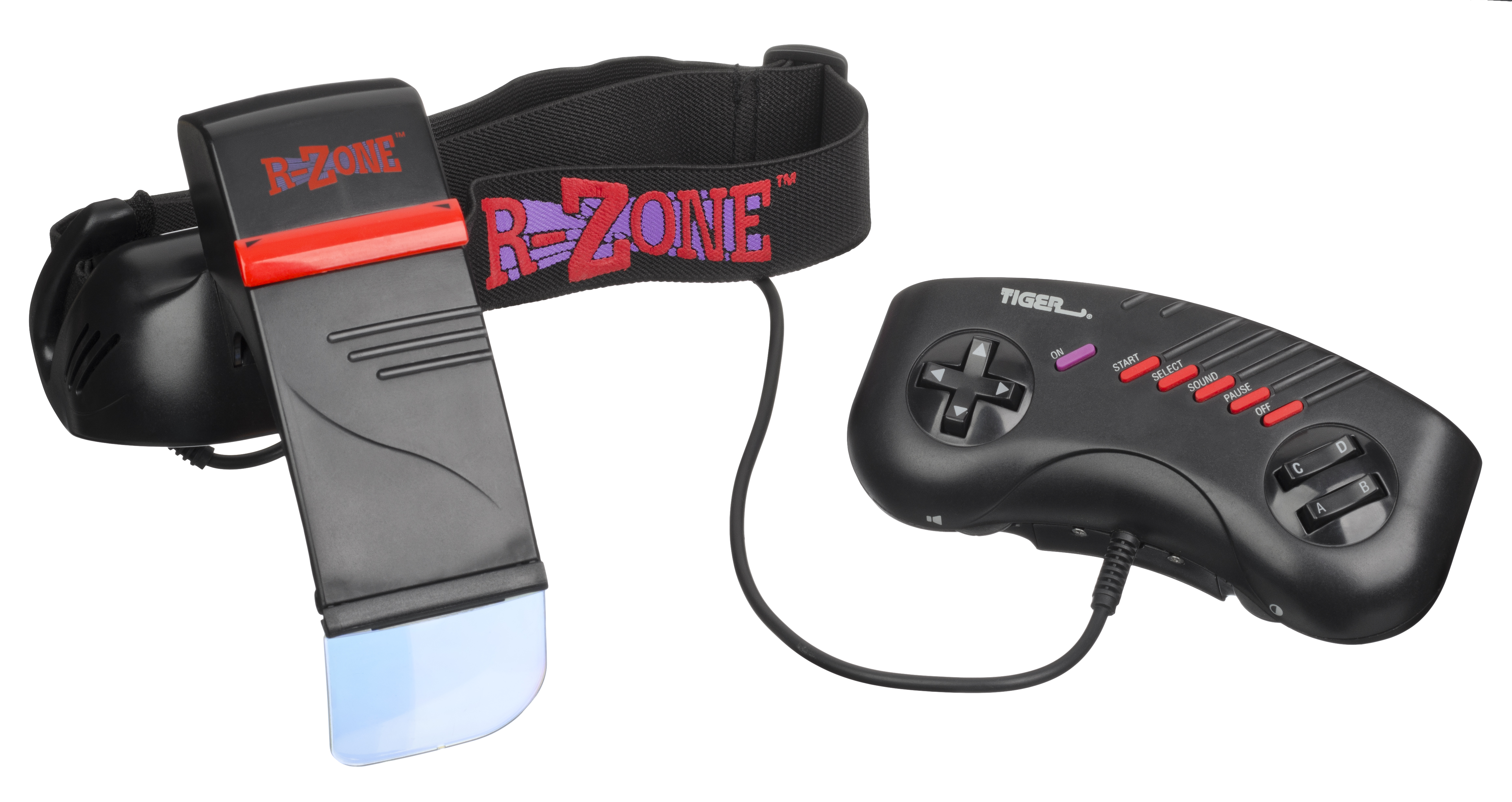
R-Zone (1995)
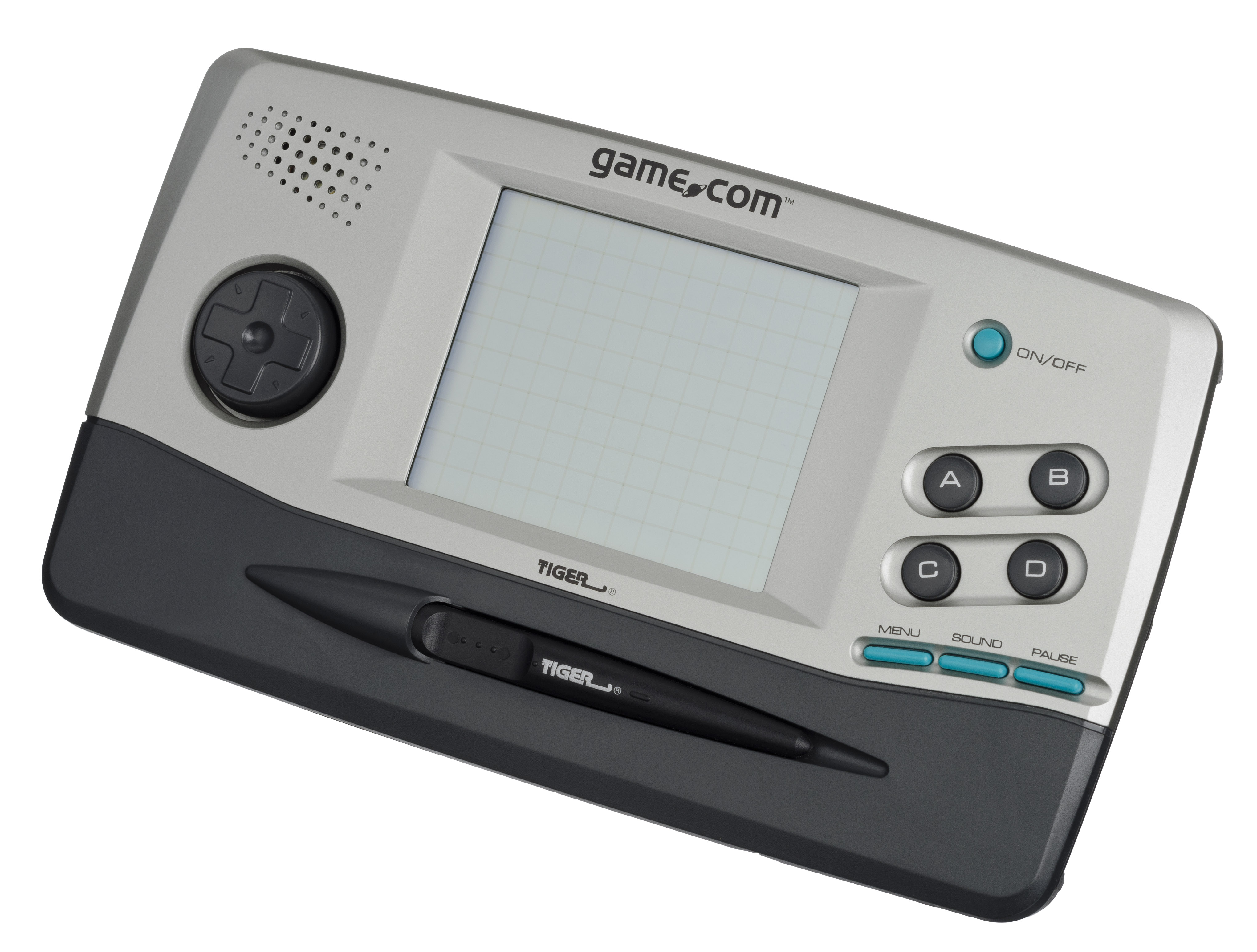
Game.com (1997)
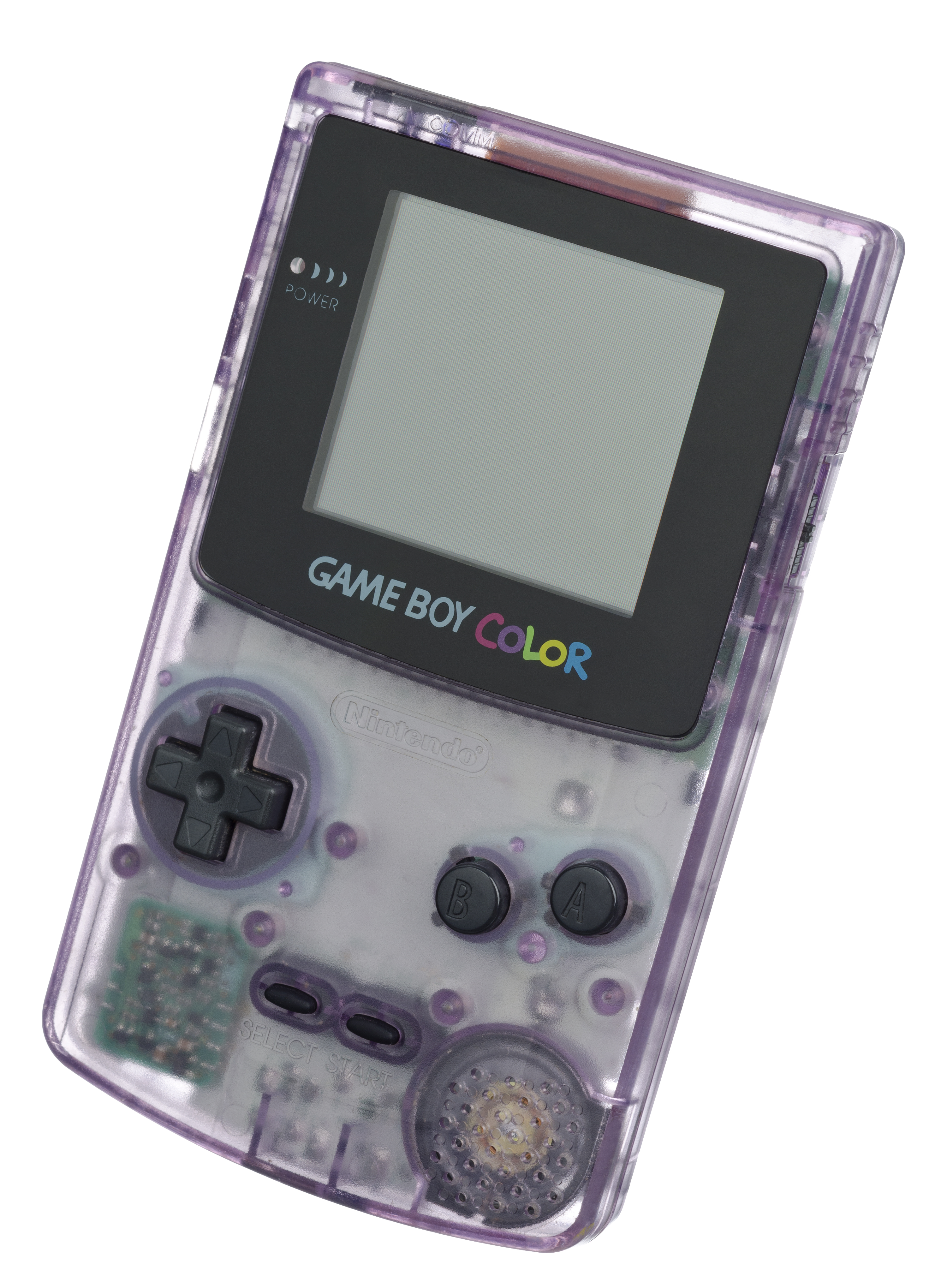
Game Boy Color (1998)
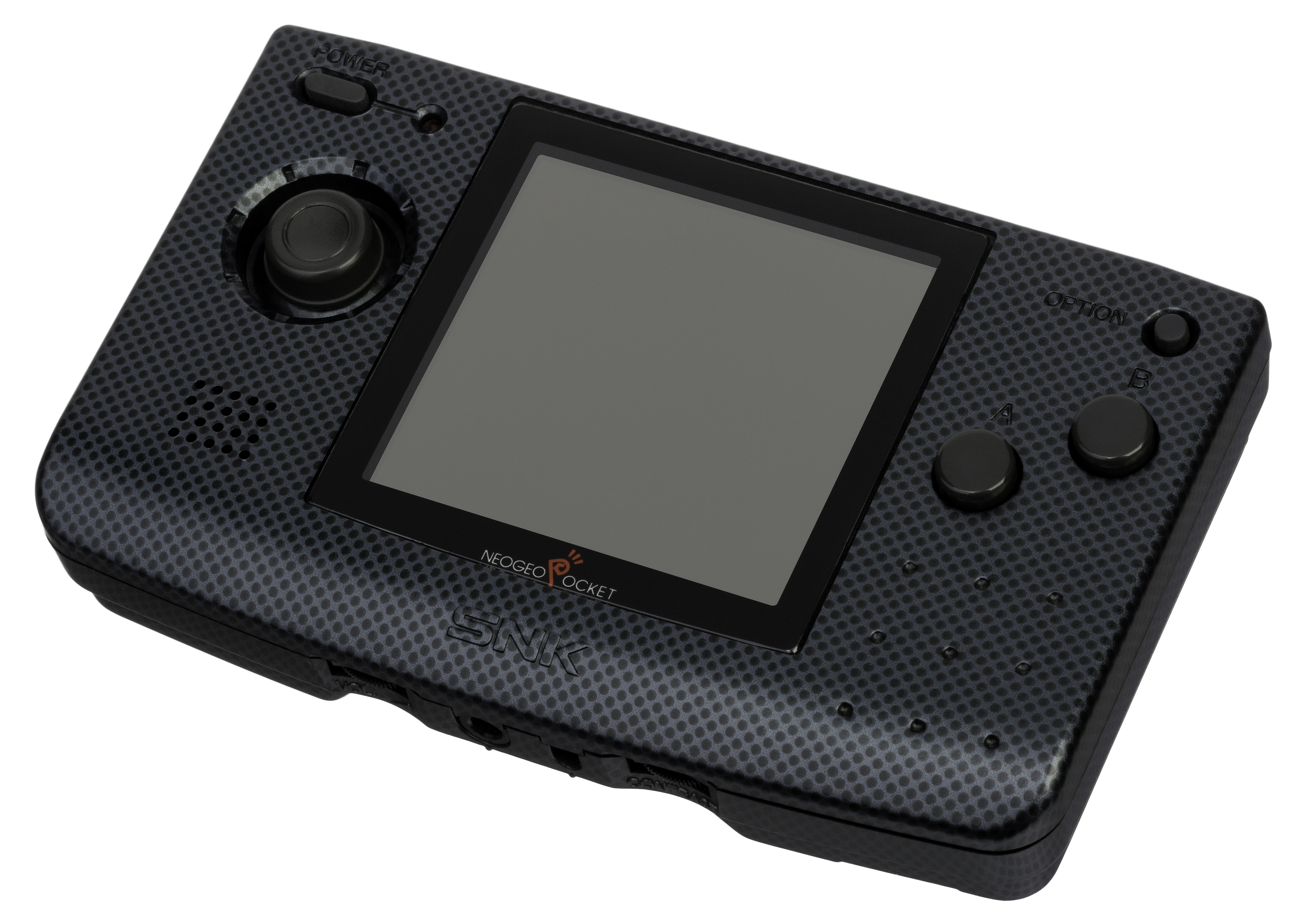
Neo Geo Pocket (1998)
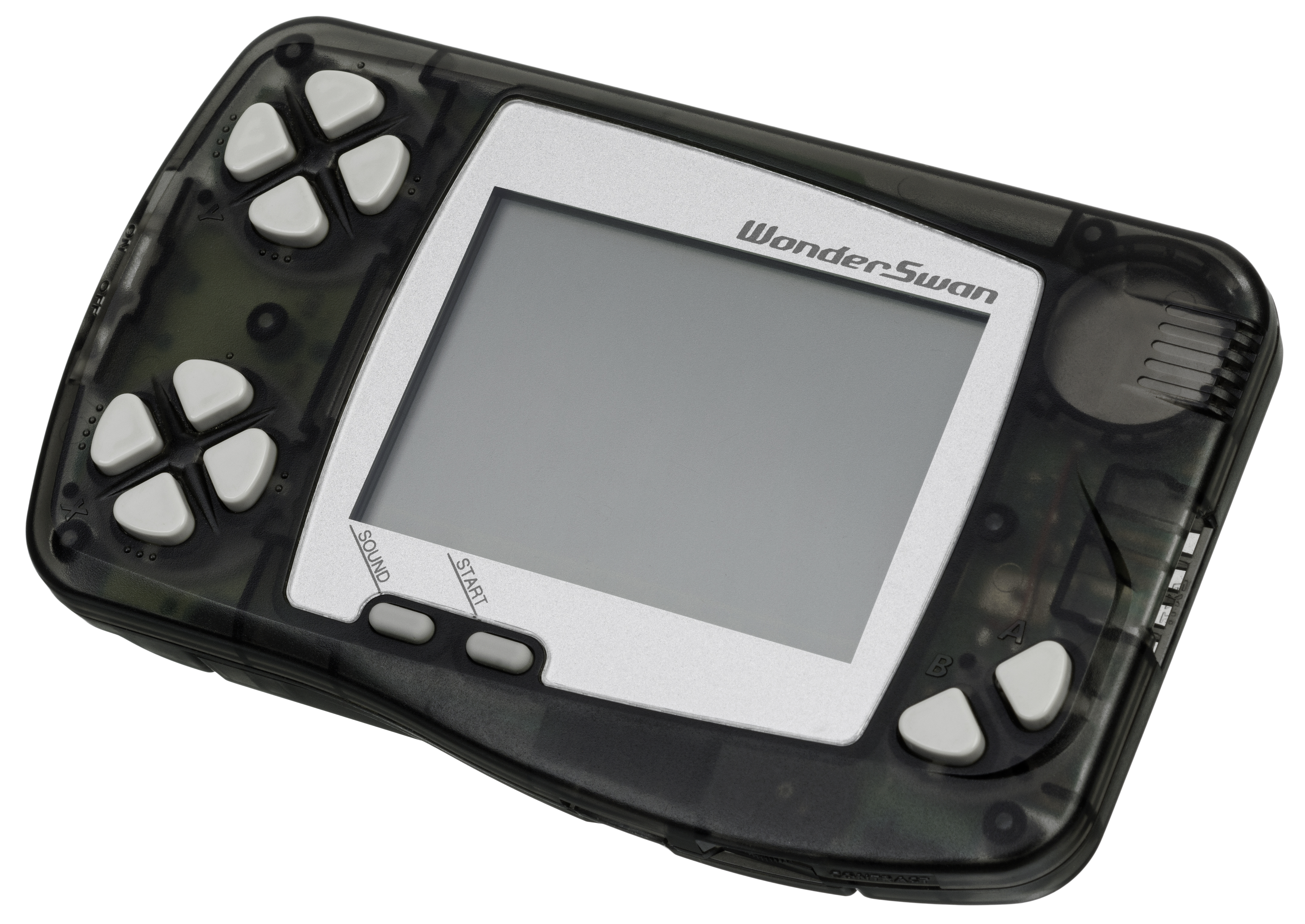
WonderSwan (1999)
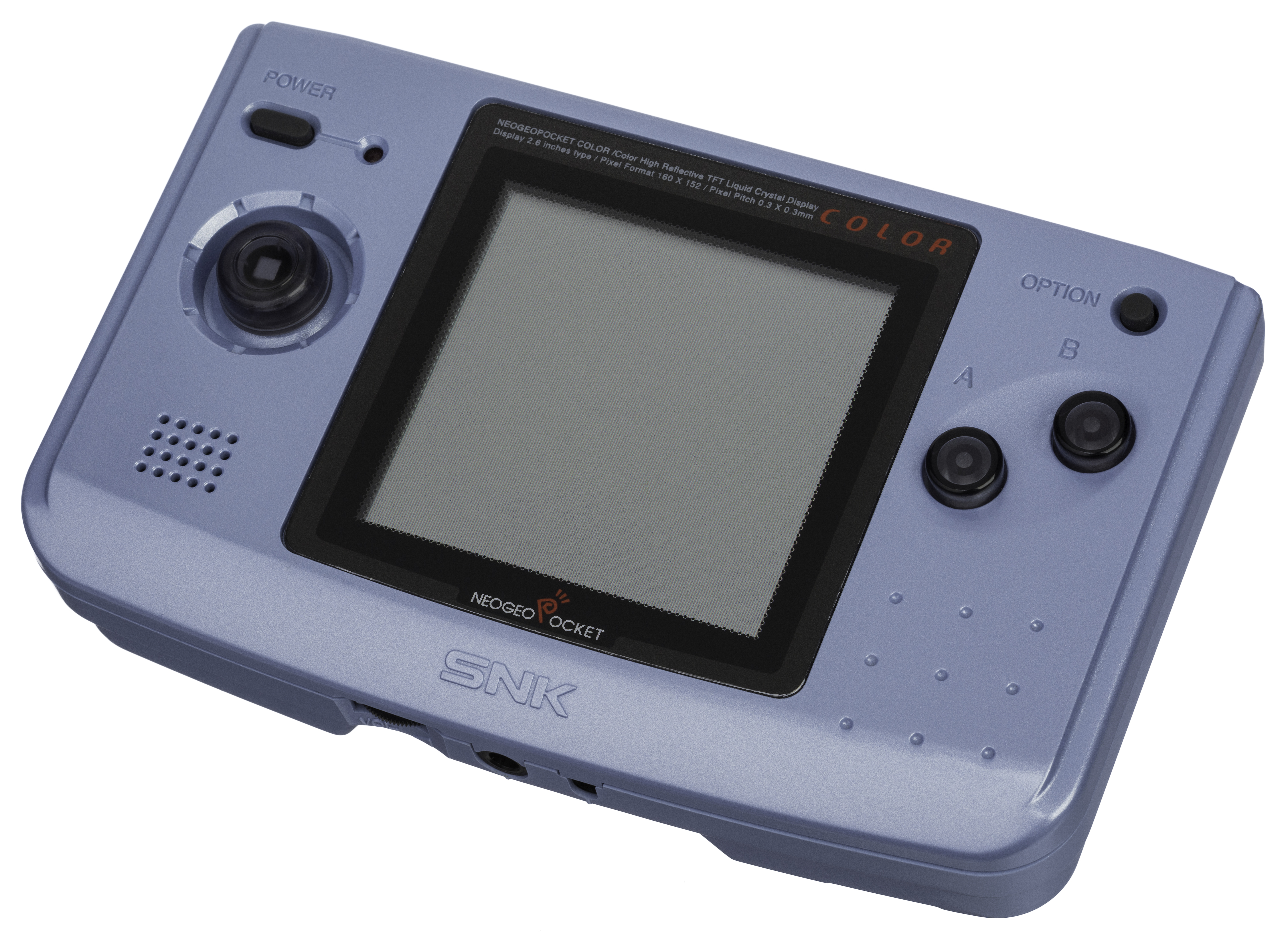
Neo Geo Pocket Color (1999)

| Név                               | Megjelenés | Gyártó            | Eladott darab         | Kereskedelmi elérhetőség | Megjegyzések |
| --------------------------------- | ---------- | ----------------- | --------------------- | ------------------------ | --- |
| Game Wizard                       | 1994       | MGA Entertainment |                       |                          | - Nincs saját kijelzője, az a kazettákon kapott helyet - Az Egyesült-Királyságban a Grandstand jelentette meg Game Player néven |
| Virtual Boy                       | 1995       | Nintendo          | 770 000               | 1995–1996                | - Kizárólag Japánban forgalmazták - Kijelzője sztereoszkopikus 3D-s |
| Genesis Nomad                     | 1995       | Sega              |                       | 1995–1999                | - A Mega Drive hordozható változata - Kompatibilis a Mega Drive-játékokkal - A konzol korai verzióját Mega Jetnek hívták, és kizárólag a japán légitársaságok járatain volt elérhető |
| Design Master szensi mangadzsukuu | 1995       | Bandai            |                       |                          | - Érintőpaneles kijelzője van - Kizárólag Japánban forgalmazták |
| R-Zone                            | 1995       | Tiger Electronics |                       | 1995–1997                | - Egy fejpánttal a fejre kell erősíteni - Nincs saját kijelzője, az a kazettákon kapott helyet - 1995-ben R-Zone Super Screen néven megjelent egy színes változata is - 1997-ben X.P.G. Xtreme Pocket Game néven megjelent egy hagyományos, nem fejre erősíthető változata is - 1997-ben DataZone néven megjelent egy másik hagyományos változata is, melynek háttérvilágításos a kijelzője |
| PasoGo                            | 1996       | Koei              |                       |                          | - A go táblajáték emulációja |
| Game.com                          | 1997       | Tiger Electronics | kevesebb mint 300 000 | 1997–2000                | - Érintőpaneles kijelzője van - Kijelzője monokróm - Modemhez csatlakoztatva képes az internethez csatlakozni - 1998-ban Game.com Pocket Pro néven megjelent egy kisebb, könnyebb változata - Később Game.com Pocket néven megjelent egy nem háttérvilágításos kijelzőjű változata |
| Game Boy Color                    | 1998       | Nintendo          |                       | 1998–2003                | - A Game Boy színes kijelzőjű változata - Game Boy Color-exkluízv játékok is jelentek meg - Teljesen visszafelé kompatibilis a Game Boy-játékokkal |
| Neo Geo Pocket                    | 1998       | SNK               | 2 millió              | 1998–1999                | - Kijelzője monokróm |
| WonderSwan                        | 1999       | Bandai            | 1,55 millió           | 1999–2003                | - Kijelzője monokróm |
| Neo Geo Pocket Color              | 1999       | SNK               |                       | 1999–2001                | - A Neo Geo Pocket színes kijelzőjű változata - Teljesen visszafelé kompatibilis a Neo Geo Pocket-játékokkal |
| WonderSwan Color                  | 2000       | Bandai            | 1,1 millió            | 2000–2003                | - A WonderSwan színes kijelzőjű változata - Teljesen visszafelé kompatibilis a WonderSwan-játékokkal - 2002-ben SwanCrystal néven megjelent egy jobb LCD-képernyővel szerelt változata, melyből 0,95 millió példányt adtak el |

### Hatodik generáció (1998–2005)

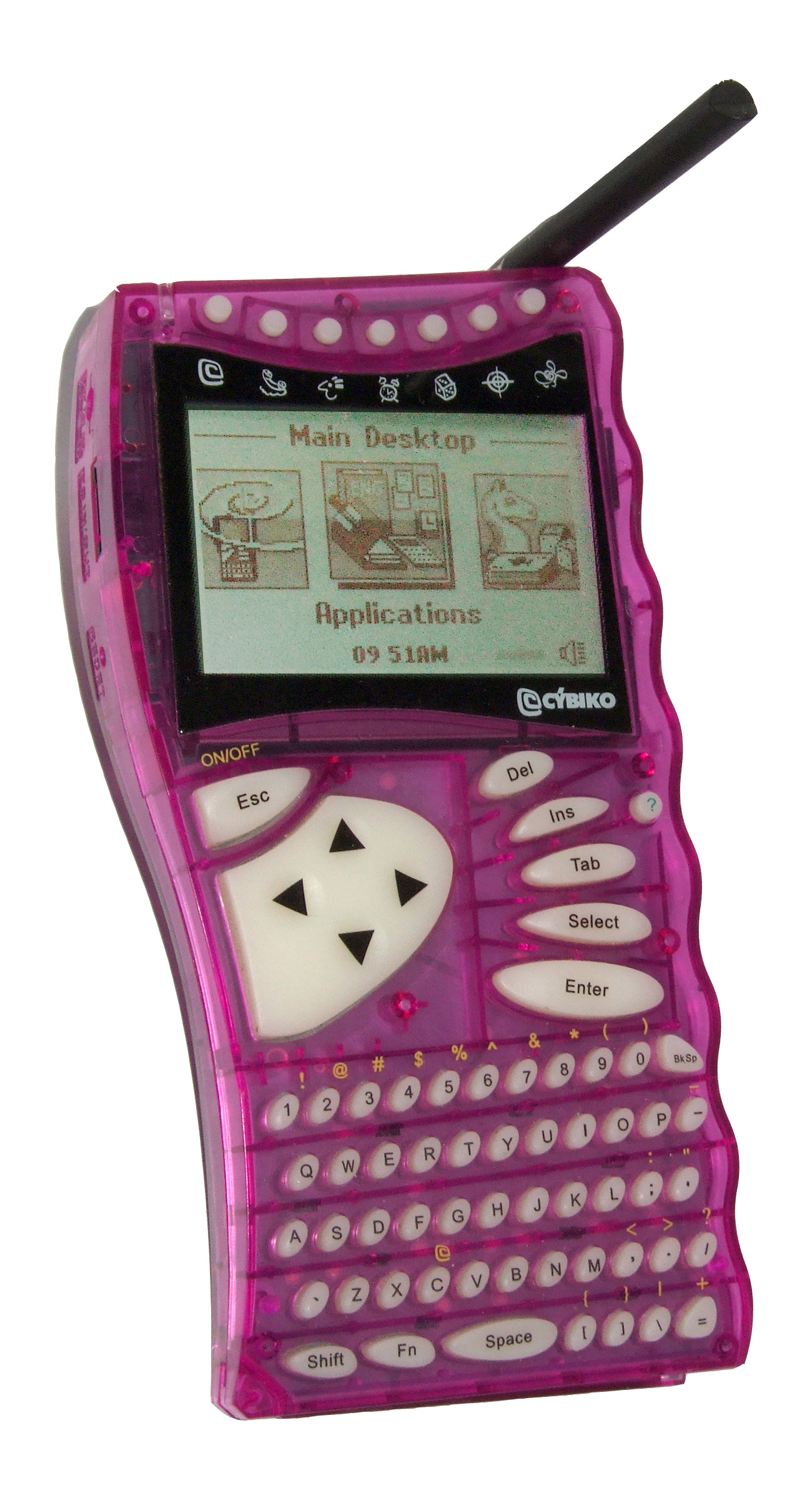
Cybiko (2000)
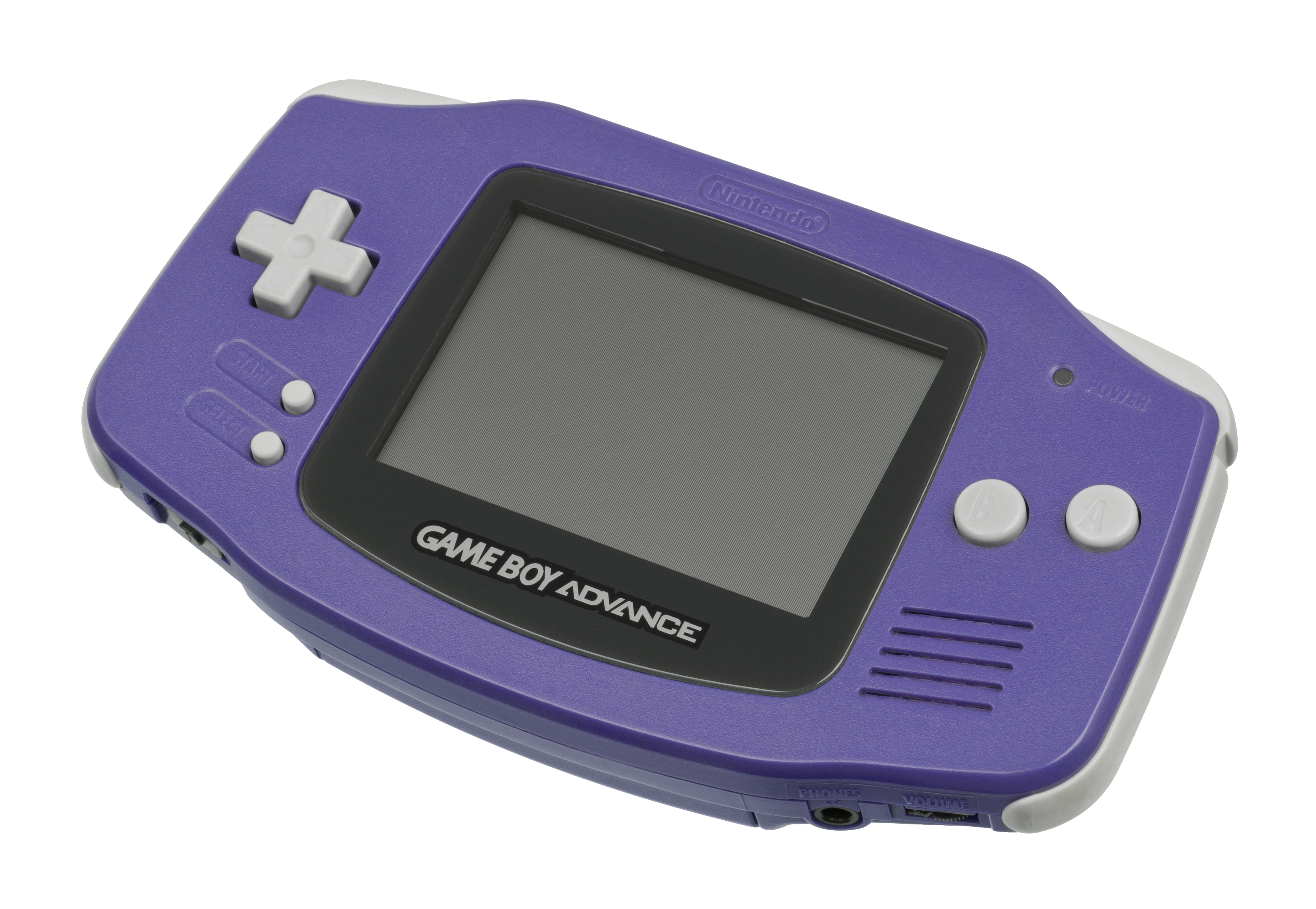
Game Boy Advance (2001)
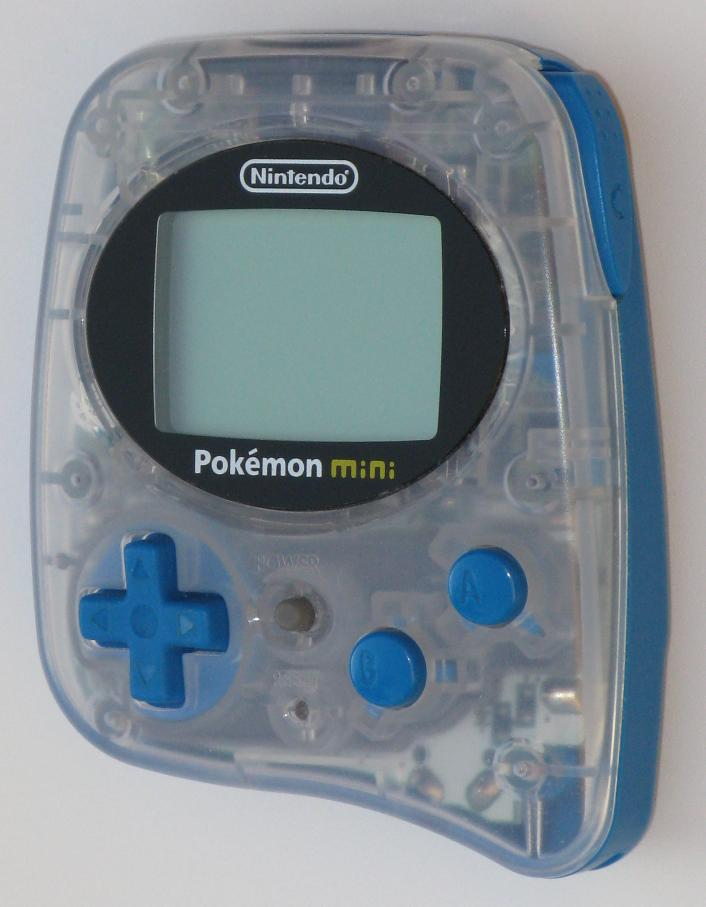
Pokémon Mini (2001)
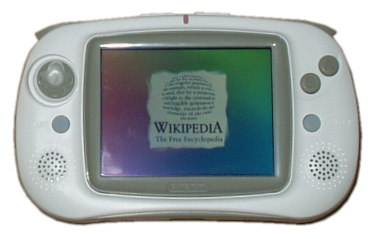
GP32 (2001)
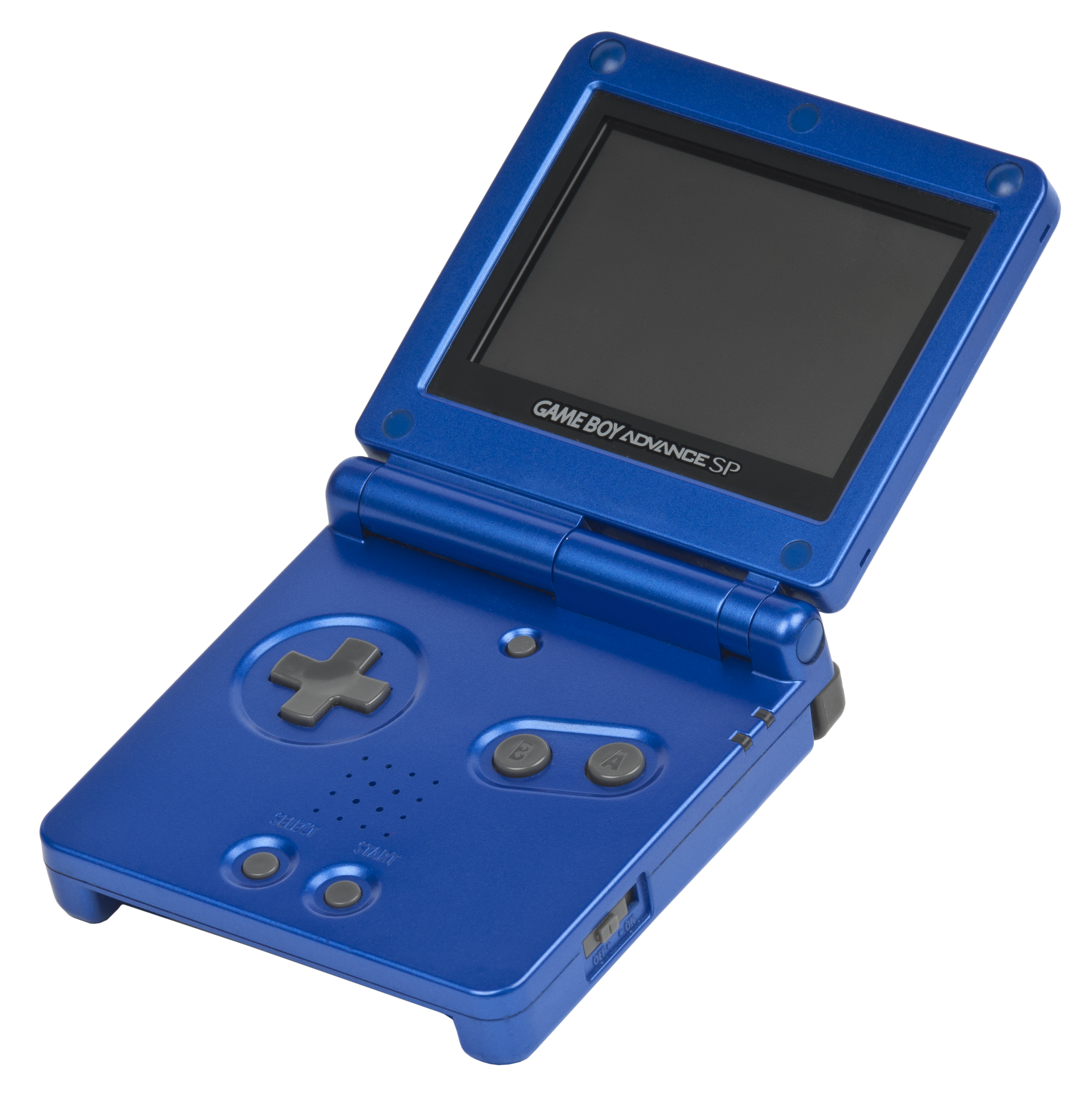
Game Boy Advance SP (2003)
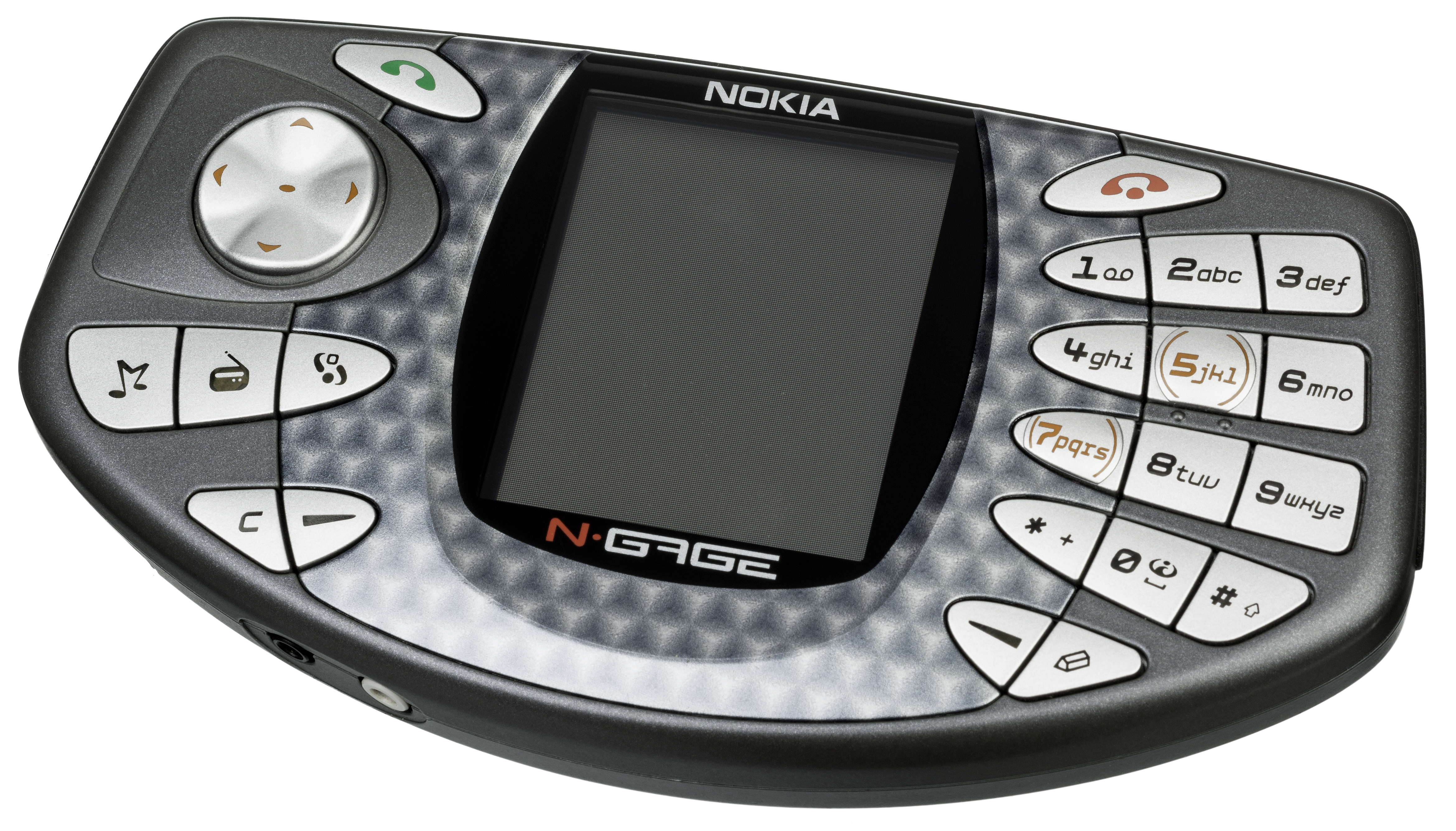
N-Gage (2003)
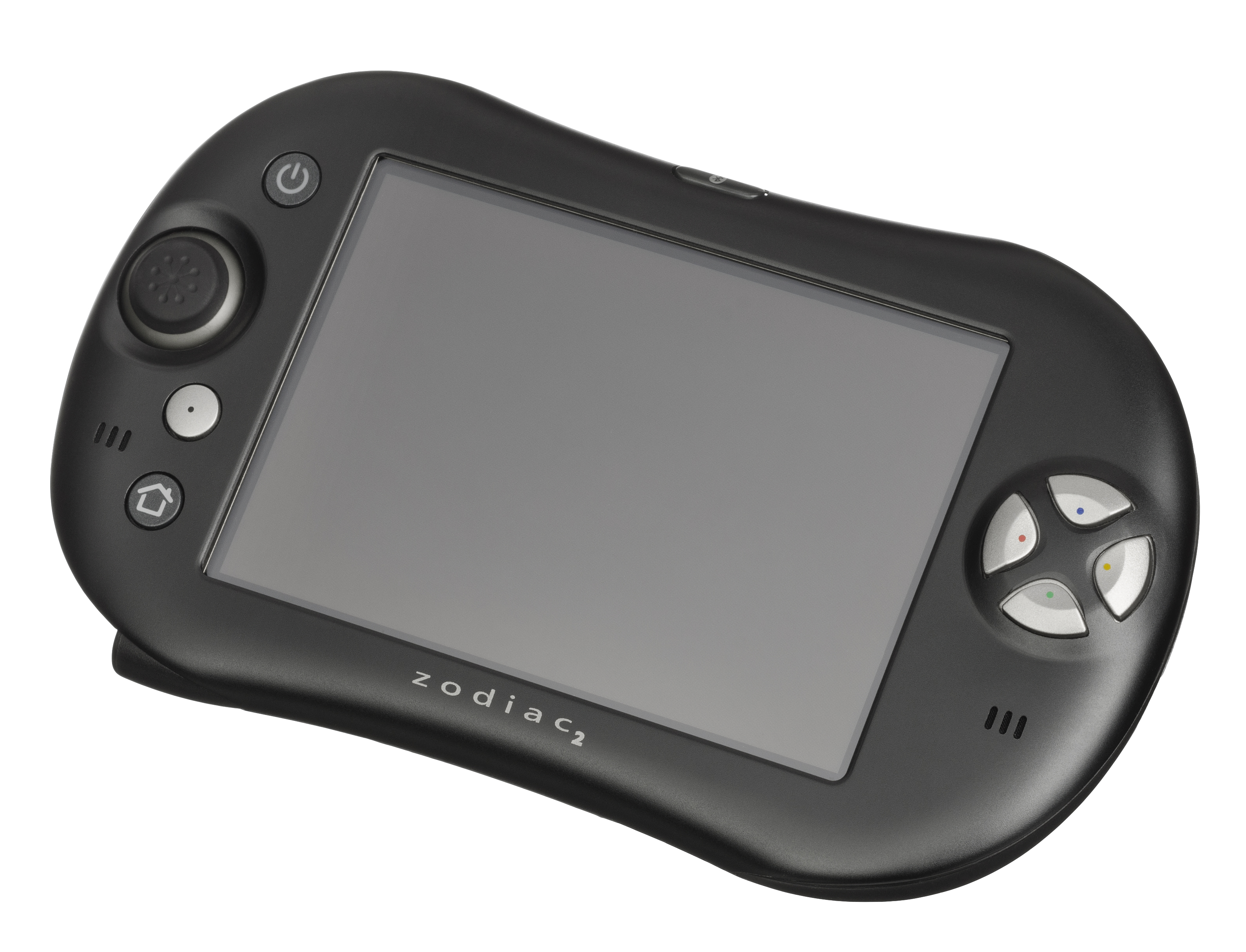
Tapwave Zodiac (2003)
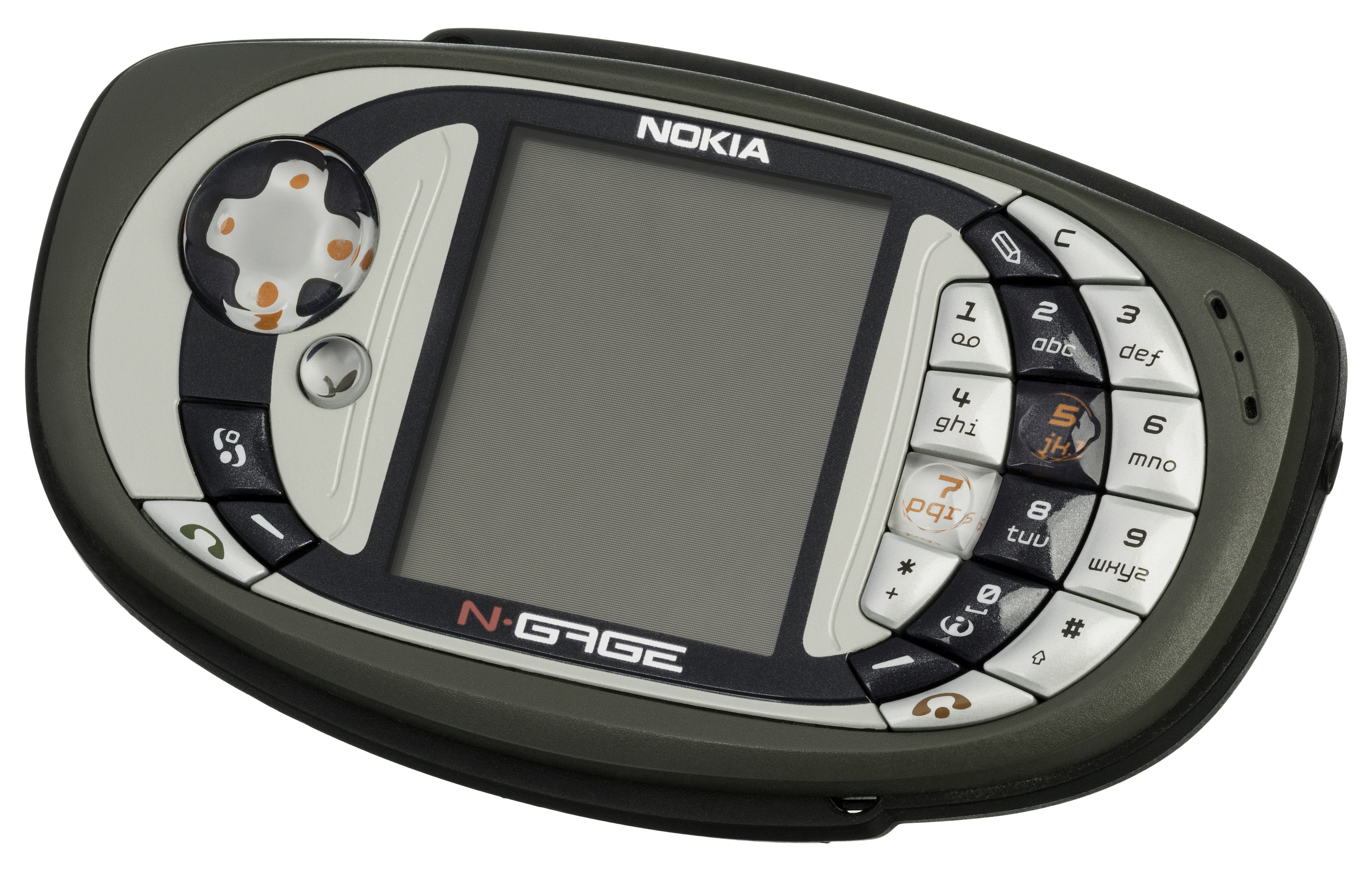
N-Gage QD (2004)
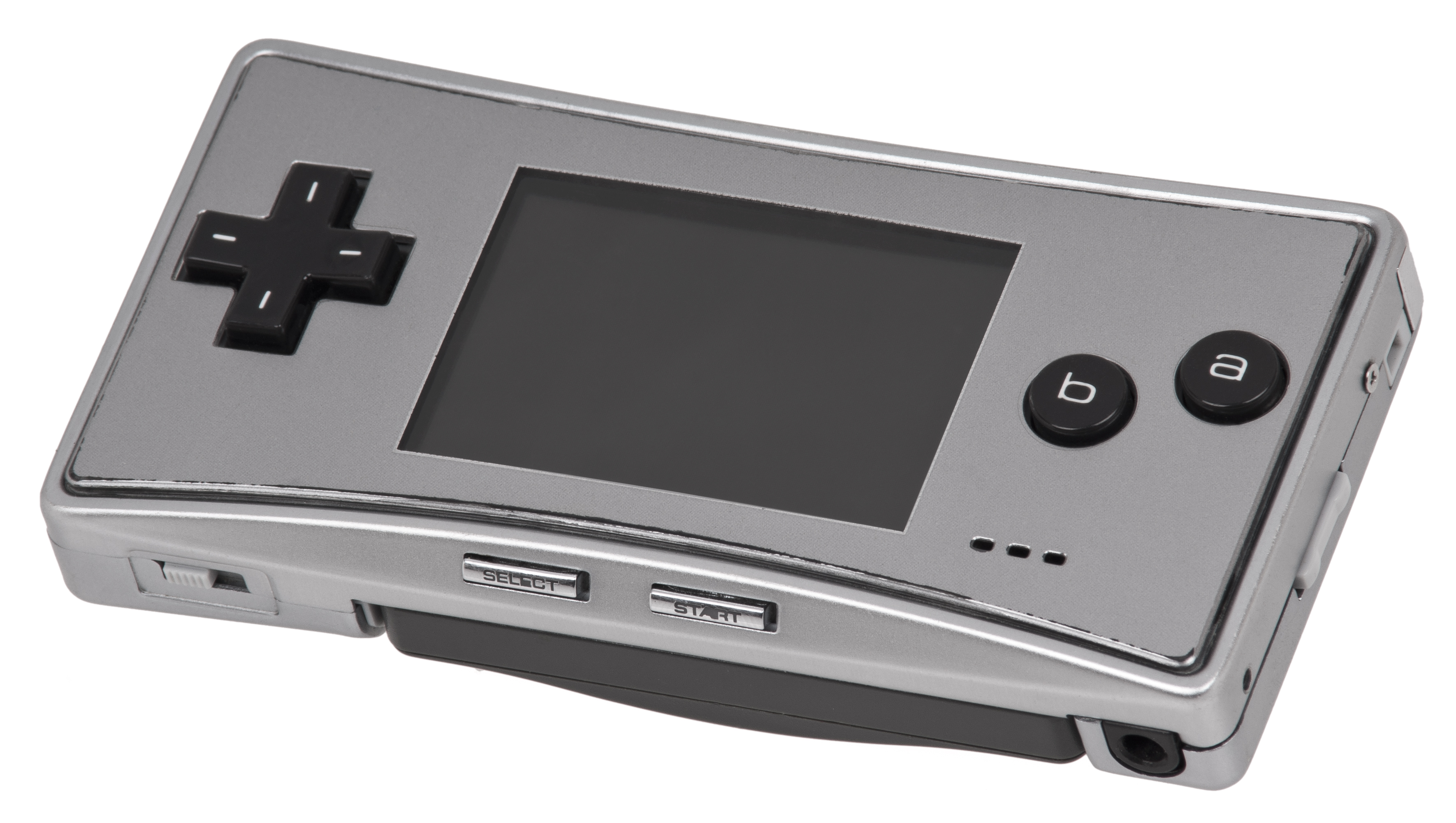
Game Boy Micro (2005)

| Név                 | Megjelenés | Gyártó               | Eladott darab         | Kereskedelmi elérhetőség | Megjegyzések |
| ------------------- | ---------- | -------------------- | --------------------- | ------------------------ | --- |
| Cybiko              | 2000       | Cybiko               | 500 000               |                          | - Egy Személyes digitális asszisztens és egy kézikonzol kombinációja - Egy RS-232 kábellel össze lehetett kötni a személyi számítógépekkel, hogy az interneten keresztül játékokat tölthessünk le rá - Több mint 430 freeware játék jelent meg rá - 2001-ben Cybiko Xtreme néven megjelent egy hardverrevíziója, melyet gyorsabb processzorral és több RAM-mal szereltek |
| Turbo Twist         | 2000       | LeapFrog Enterprises |                       |                          | - Oktatási célokra fejlesztett konzol |
| Game Boy Advance    | 2001       | Nintendo             | 35,52 millió          | 2001–2010                | - A Game Boy család tagja - Teljesen visszafelé kompatibilis a Game Boy- és a Game Boy Color-játékokkal |
| Pokémon Mini        | 2001       | Nintendo             |                       |                          | - Miniatűr 8 bites kézikonzol - Kijelzője monokróm - Az összes játéka a Pokémon sorozaton alapul |
| GP32                | 2001       | Game Park            |                       |                          | - Nyílt forráskódú hardveren alapul - Az interneten keresztül játékokat lehetett rá letölteni - A legtöbb játéka freeware volt |
| iQuest              | 2001       | LeapFrog Enterprises |                       |                          | - Oktatási célokra fejlesztett konzol |
| Pixter              | 2002       | Mattel/Fischer-Price |                       |                          | - Oktatási célokra fejlesztett konzol - Érintőpaneles kijelzője van |
| Game Boy Advance SP | 2003       | Nintendo             | 43,52 millió          | 2003–2010                | - A Game Boy Advance hardverrevíziója |
| N-Gage              | 2003       | Nokia                | 3 millió              | 2003–2005                | - Egy mobiltelefon és egy kézikonzol kombinációja |
| Leapster            | 2003       | LeapFrog Enterprises |                       | 2003–2014                | - Oktatási célokra fejlesztett konzol - Érintőpaneles kijelzője van - 2004-ben Leapster L-Max néven megjelent egy televízióra köthető változata |
| Tapwave Zodiac      | 2003       | Tapwave              | kevesebb mint 200 000 | 2003–2005                | - Egy Személyes digitális asszisztens és egy kézikonzol kombinációja - Érintőpaneles kijelzője van |
| GameKing            | 2003       | Timetop              |                       |                          | - 8 bites - Monokróm kijelzője van - A konzol legtöbb játéka Game Boy-játékok másolata - 2004-ben GameKing II néven megjelent egy hardverrevíziója - 2005-ben GameKing III néven újabb hardverrevíziója jelent meg, melyet már színes kijelzővel szereltek |
| N-Gage QD           | 2003       | Nokia                |                       | 2004–2005                | - Az N-Gage hardverrevíziója - 2005-ben N-Gage QD Silver Edition néven megjelent egy újabb változata |
| Game Boy Micro      | 2005       | Nintendo             | 2,42 millió           | 2005–2008                | - A Game Boy család utolsó tagja - A Game Boy Advance jelentősen kisebb méretű változata - Nem kompatibilis a Game Boy- és a Game Boy Color-játékokkal |
| Handy Game          | 2007       | Timetop              |                       |                          | - Nintendo Entertainment System-klón |

### Hetedik generáció (2005–2012)

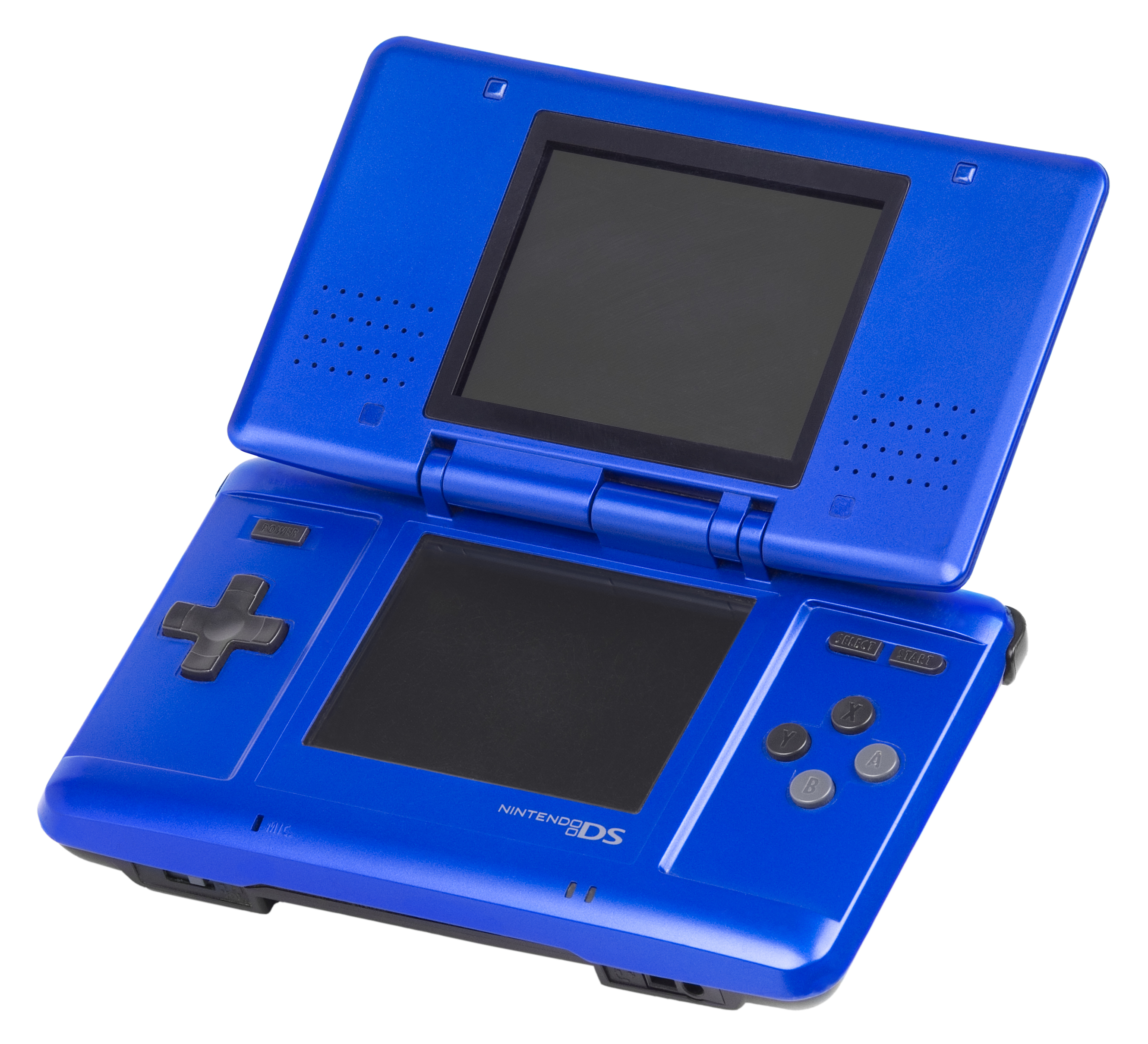
Nintendo DS (2004)
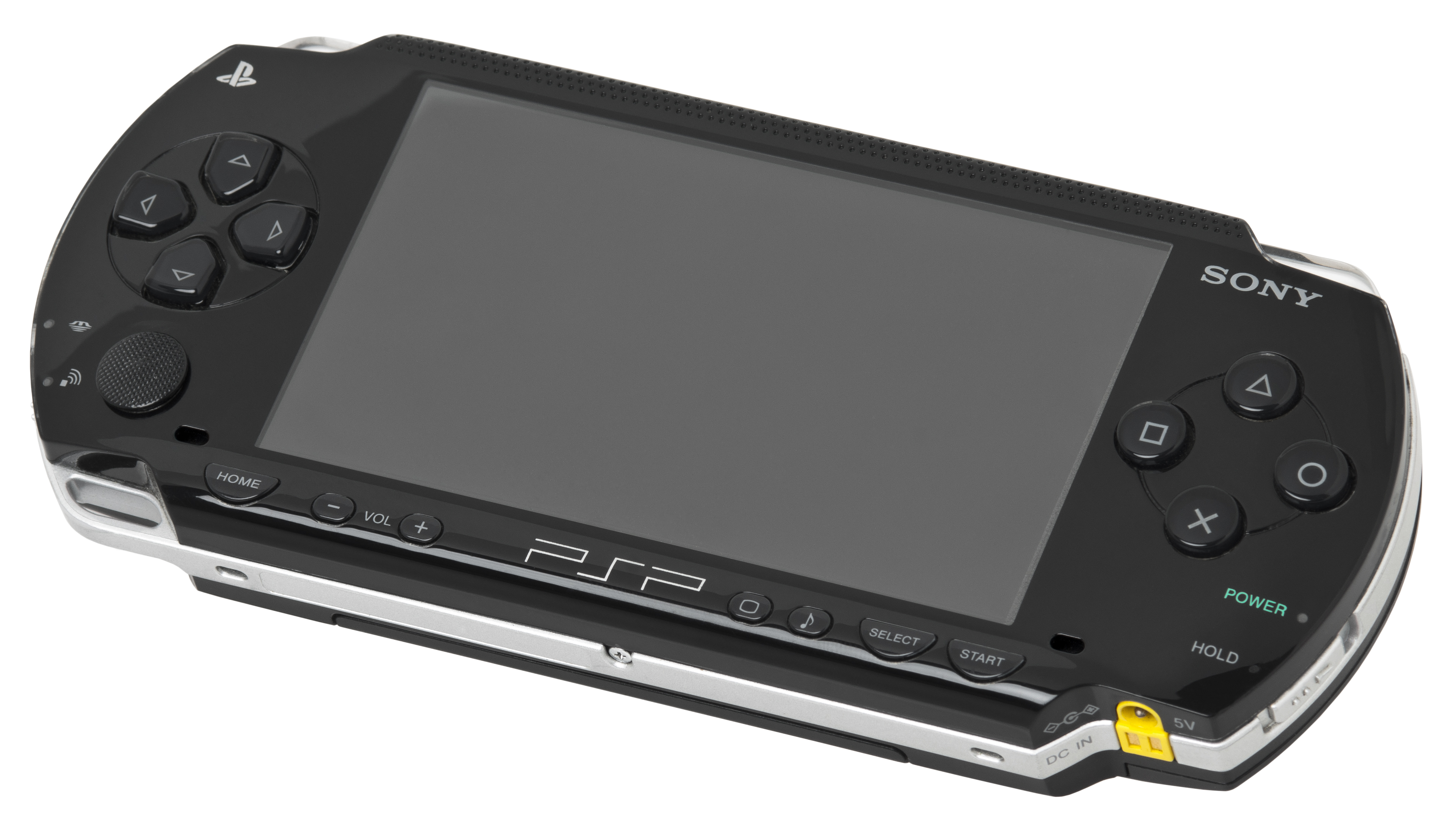
PlayStation Portable (2004)
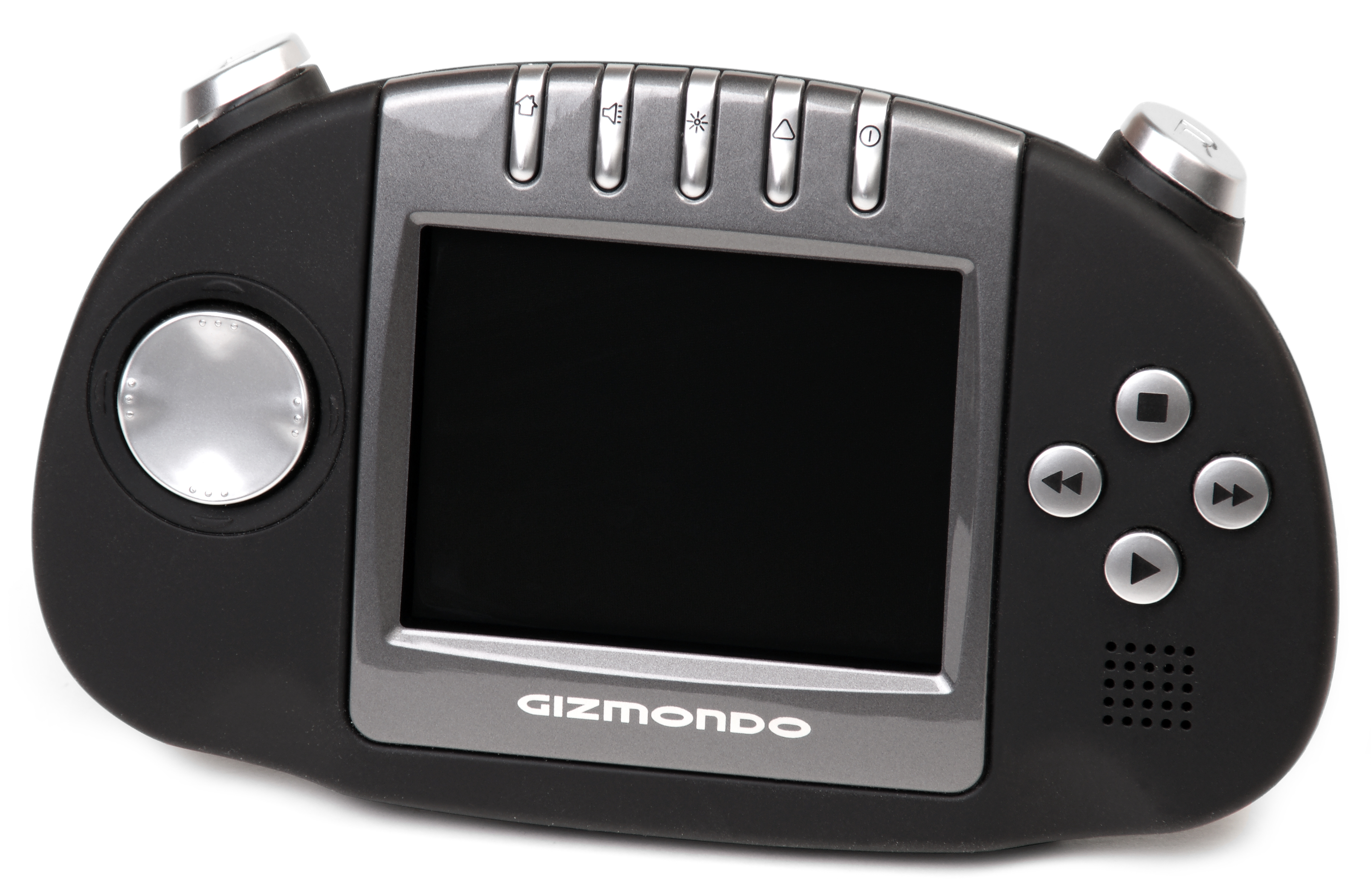
Gizmondo (2005)
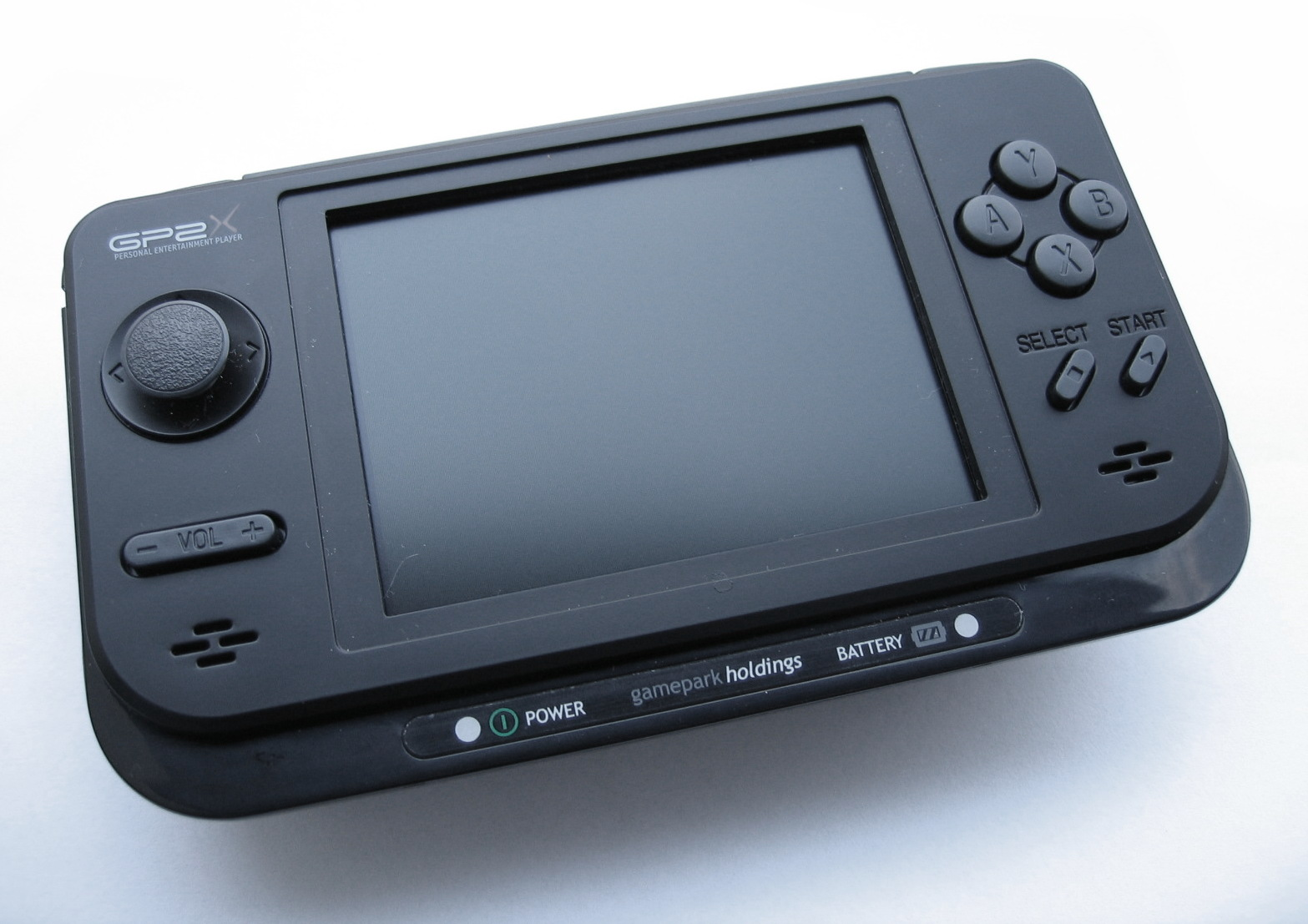
GP2X (2005)
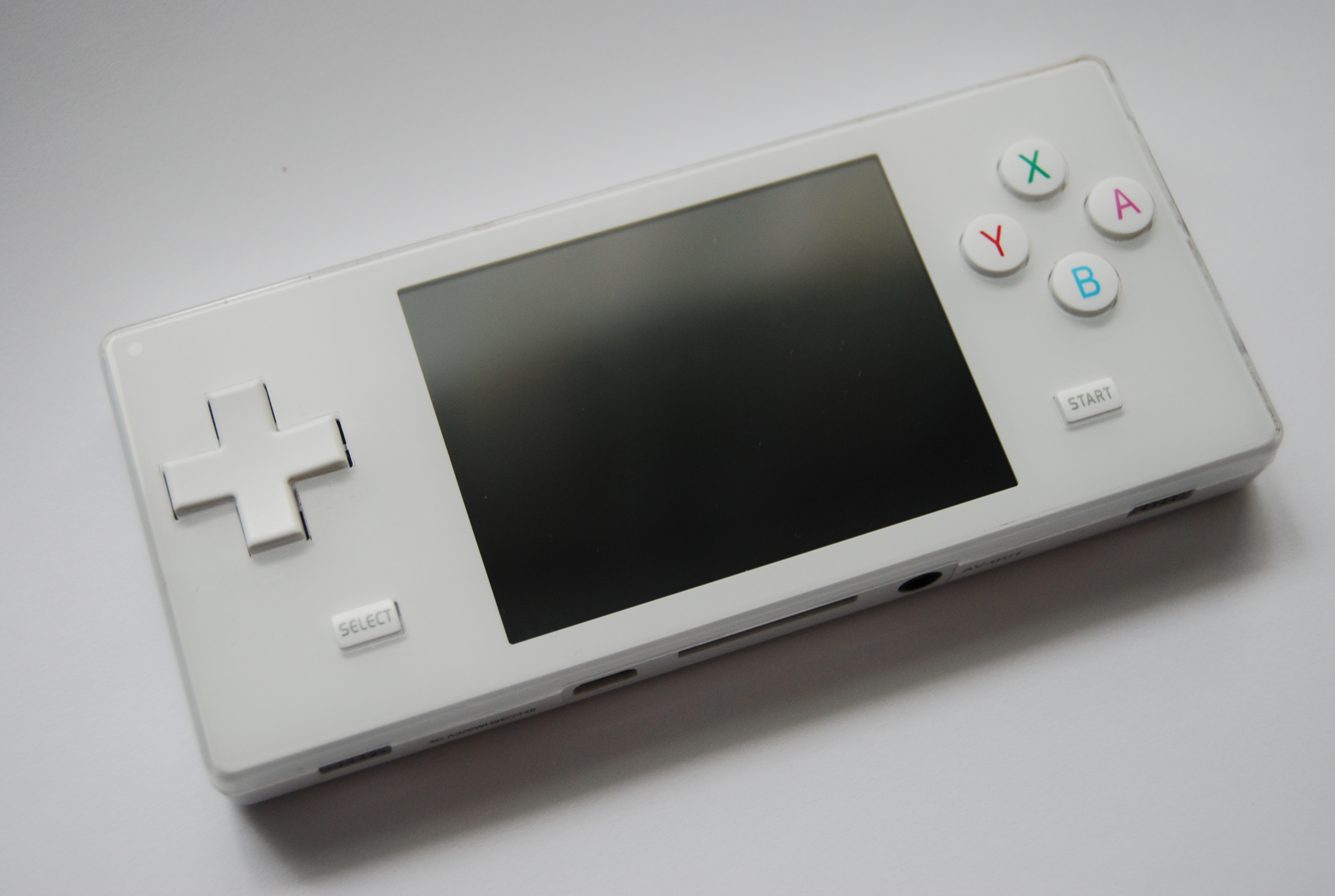
Dingoo A320 (2009)
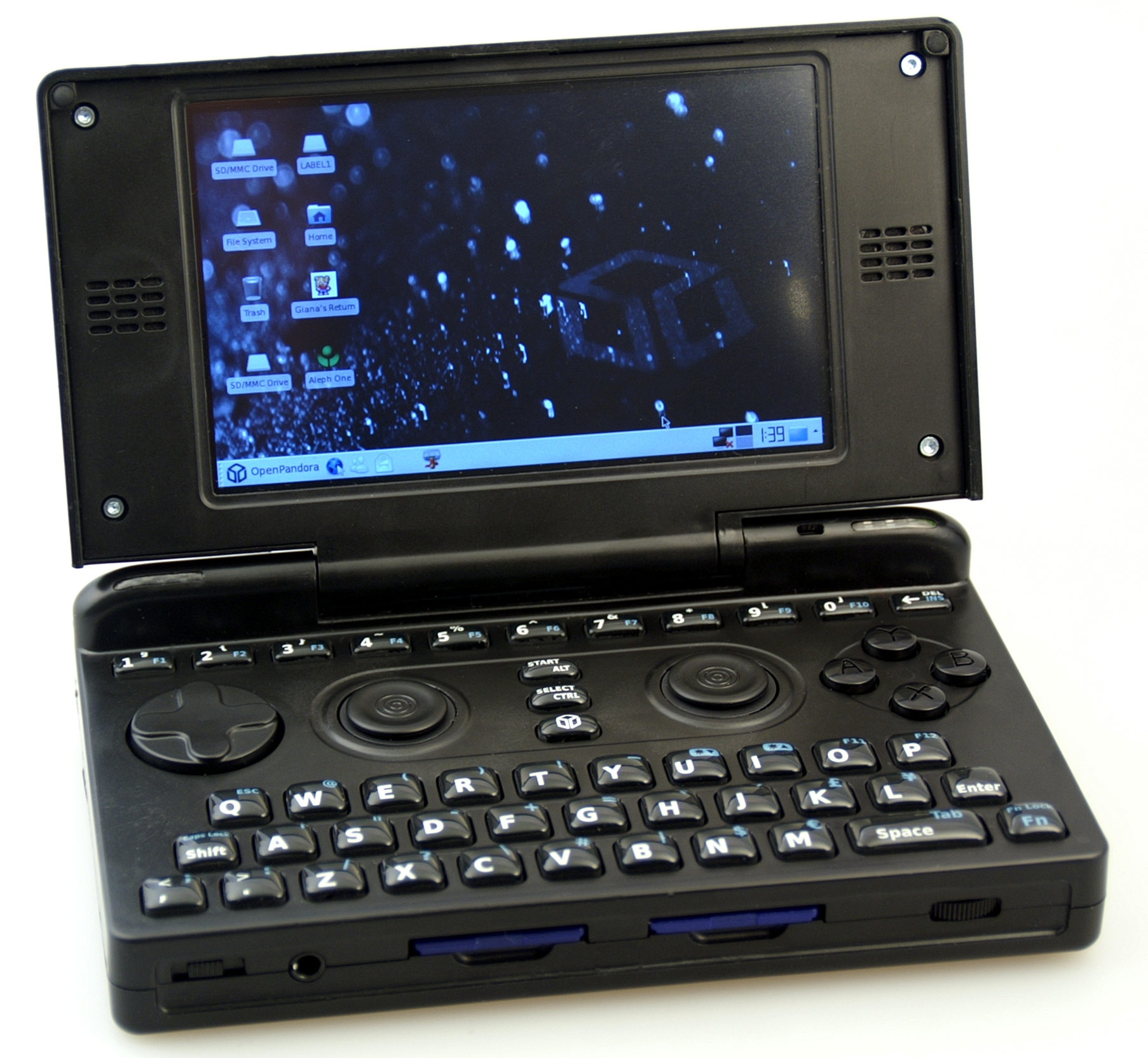
Pandora (2010)
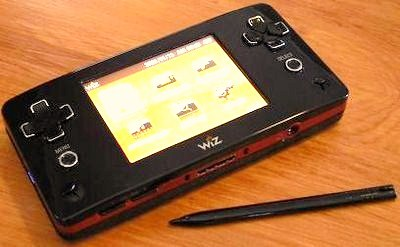
GP2X Wiz (2009)
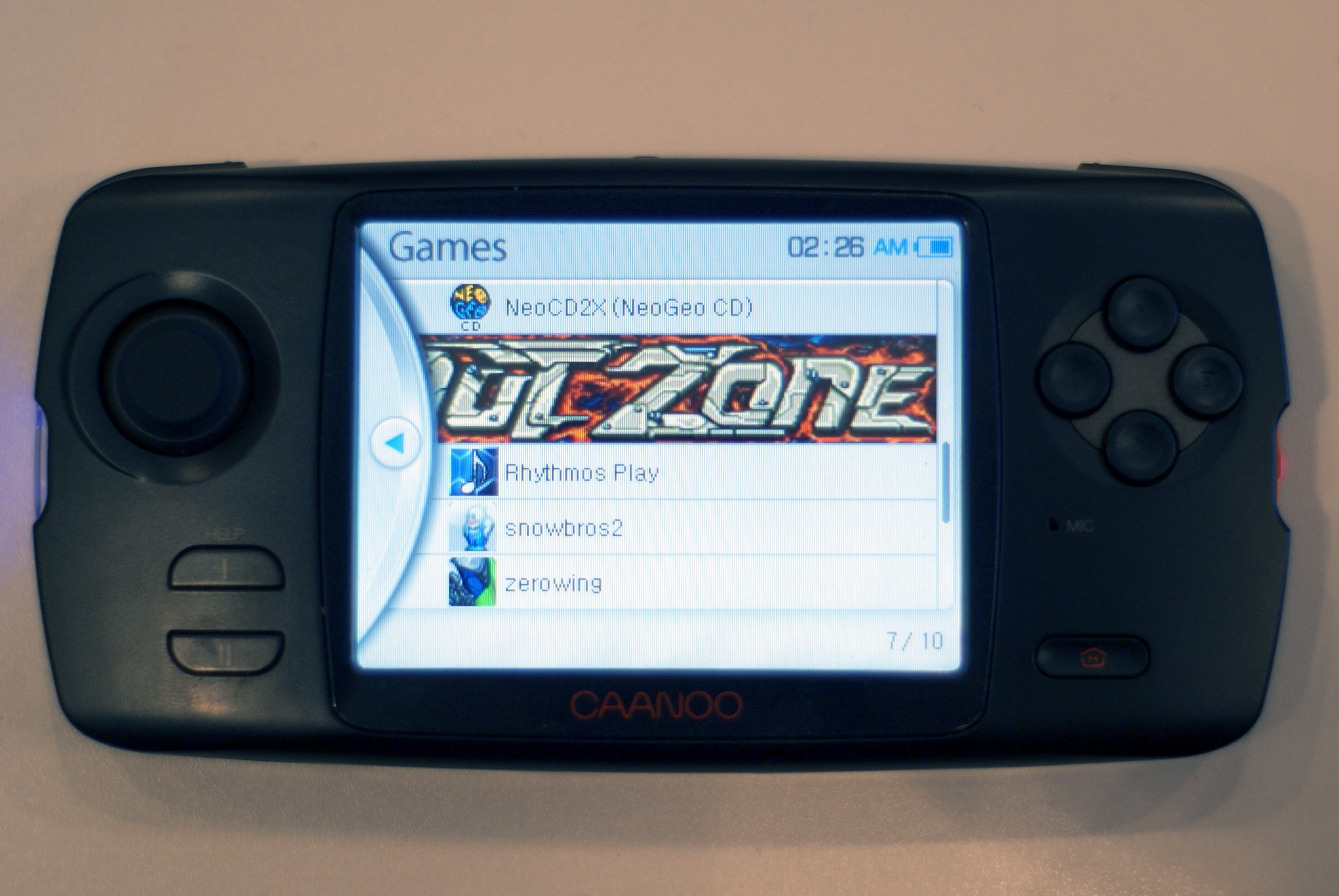
Caanoo (2010)

| Név                        | Megjelenés | Gyártó                            | Eladott darab        | Kereskedelmi elérhetőség | Megjegyzések |
| -------------------------- | ---------- | --------------------------------- | -------------------- | ------------------------ | --- |
| Nintendo DS                | 2004       | Nintendo                          | 154 millió           | 2004–2014                | - Két különálló kijelzője van, melyek közül az alsó érintőképernyő - Visszafelé kompatibilis az összes Game Boy Advance-játékkal - A PlayStation 2 mögött a legtöbb példányszámban értékesített konzol |
| PlayStation Portable       | 2004       | Sony                              | körülbelül 82 millió | 2004–2014                | - Egyedi Universal Media Disc formátumú lemezeket használ - 2007-ben PSP-2000 vagy PSP Slim & Lite néven megjelent egy hardverrevíziója, mely kisebb és könnyebb mint az eredeti kiadás, illetve a kijelzője is fényesebb és a belső memóriáját is megduplázták - 2008-ban PSP-3000, PSP Slim & Lite vagy PSP Brite néven megjelent egy hardverrevíziója, mely sokkal jobb LCD-kijelzőt kapott és a televíziókra is köthetővé vált - 2009-ben PSP Go néven újabb hardverrevíziója jelent meg, melyben nem kapott helyet Universal Media Disc-meghajtó, kizárólag az interneten keresztül lehet rá játékokat letölteni - 2011-ben, kizárólag a PAL területeken PSP Street néven megjelent egy csökkentett árú hardverrevíziója, melyben nem kapott helyet WiFi-chip és mikrofon, illetve a hangszórói is monók |
| Gizmondo                   | 2005       | Tiger Telematics                  | kevesebb mint 25 000 | 2005–2006                | - Beépített GPS, SMS-küldés és Bluetooth kapcsolat - Két változatban árusították, az olcsóbb kiadás véletlenszerű időközönként reklámokat jelenített meg - Minden idők legkevesebb példányszámban eladott konzolja |
| GP2X                       | 2005       | GamePark Holdings                 | körülbelül 30 000    |                          | - Nyílt forráskódú hardveren alapul - Az interneten keresztül játékokat lehetett rá letölteni |
| digiBlast                  | 2005       | Nikko Europe                      |                      |                          | - Fiatalabb felhasználók számára tervezték - Kiegészítőként egy MP3-lejátszó és egy fényképező is megjelent hozzá |
| V.Smile Pocket             | 2005       | Vtech                             |                      |                          | - A V.Smile otthoni konzol hordozható változata |
| VideoNow XP                | 2005       | Tiger Electronics                 |                      |                          | - A VideoNow hordozható videolejátszó-család negyedik tagja |
| Nintendo DS Lite           | 2006       | Nintendo                          | 93,86 millió         | 2006–2014                | - A Nintendo DS hardverrevíziója, mely kisebb és könnyebb mint az eredeti kiadás |
| Pocket Dream Console       | 2006       | Conny Technology                  |                      |                          | - Japánban a Takara Tomy forgalmazta |
| LeapFrog Didj              | 2008       | LeapFrog Enterprises              |                      |                          | - Oktatási célokra fejlesztett konzol |
| Nintendo DSi               | 2008       | Nintendo                          | 41,37 millió         | 2008–2014                | - A Nintendo DS második hardverrevíziója - Nintendo DSi-exkluízv játékok is jelentek meg - 2009-ben Nintendo DSi XL néven egy nagyobb változata is megjelent |
| Dingoo A320                | 2009       | Dingoo Digital Technology Company |                      |                          | - Egy kézikonzol, egy rádió és egy médialejátszó kombinációja |
| GP2X Wiz                   | 2009       | GamePark Holdings                 |                      |                          | - Nyílt forráskódú hardveren alapul - Érintőpaneles kijelzője van |
| Pocket Dream Console Touch | 2009       | Conny Technology                  |                      |                          | - A Pocket Dream Console érintőképernyős utódja - A Benelux államok Mi2 néven forgalmazták - 2010-ben a Benelux államokban Mi2 XL néven megjelent egy hardverrevíziója |
| Pandora                    | 2010       | OpenPandora                       |                      |                          | - Nyílt forráskódú hardveren alapul - Érintőpaneles kijelzője van - A GP2X nem hivatalos utódja |
| Leapster Explorer          | 2010       | LeapFrog Enterprises              |                      |                          | - Oktatási célokra fejlesztett konzol - Teljesen visszafelé kompatibilis a LeapFrog Didj-játékokkal |
| Caanoo                     | 2010       | GamePark Holdings                 |                      |                          | - Nyílt forráskódú hardveren alapul - Érintőpaneles kijelzője van |

### Nyolcadik generáció (2012–napjainkig)

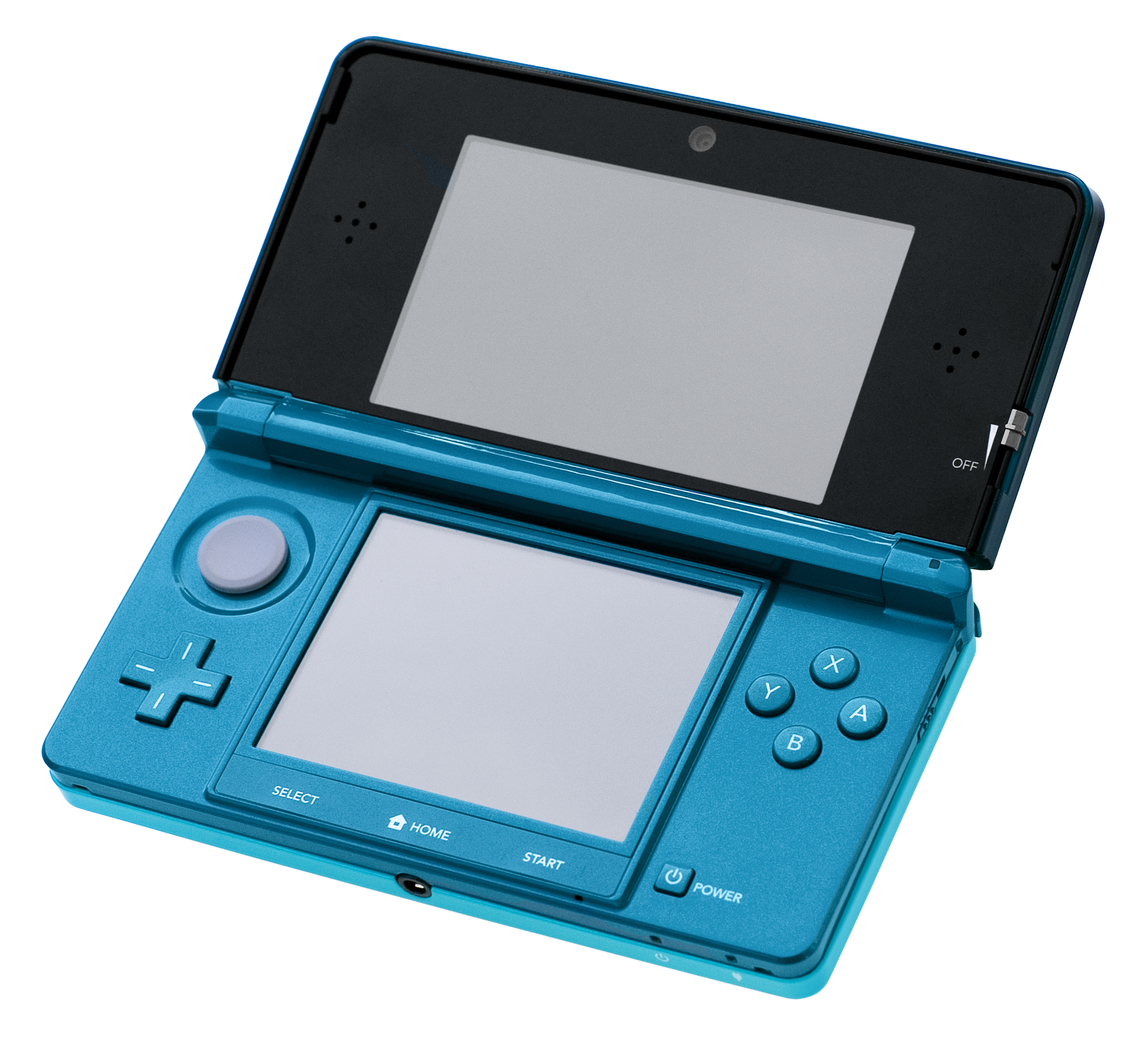
Nintendo 3DS (2011)
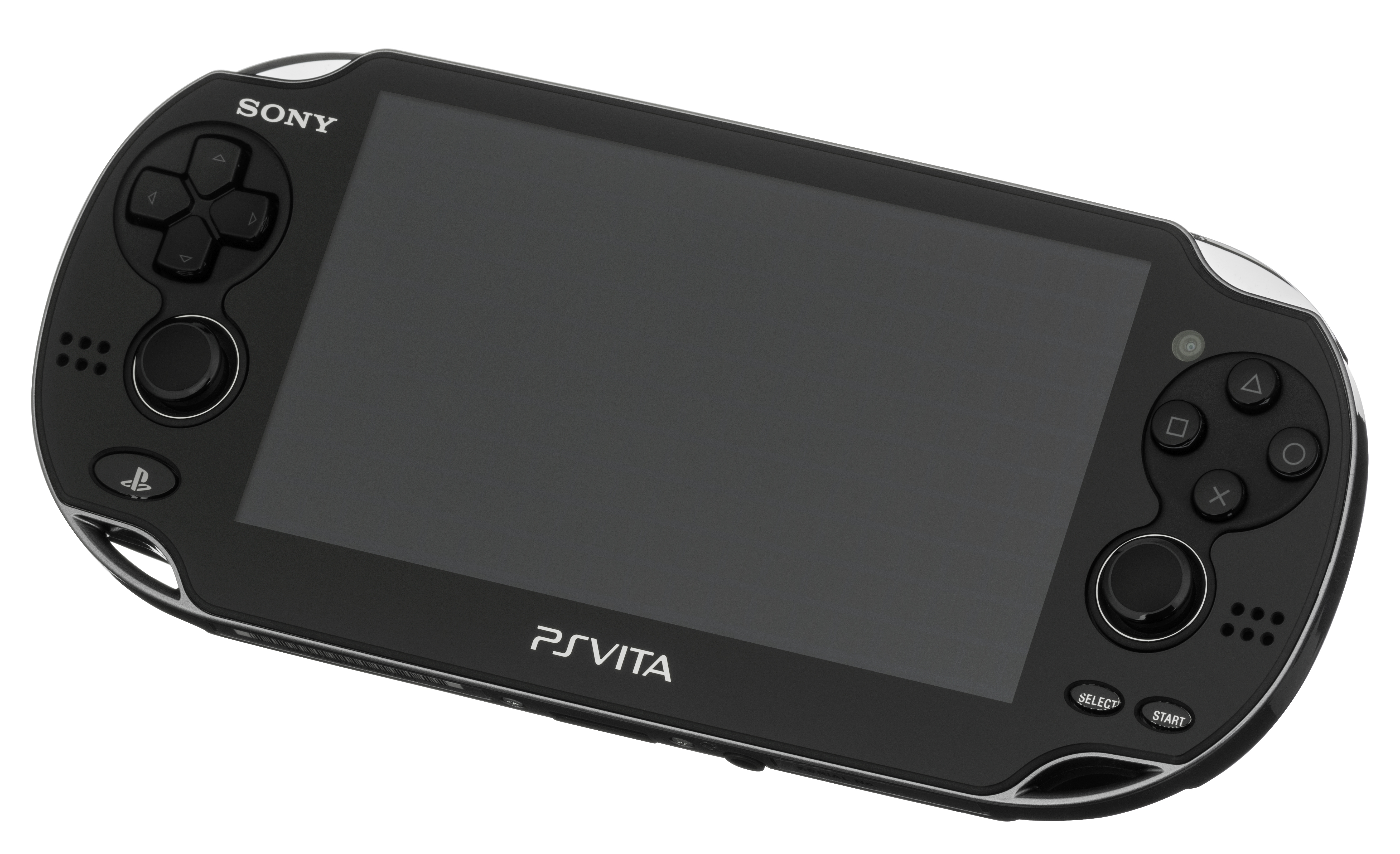
PlayStation Vita (2011)
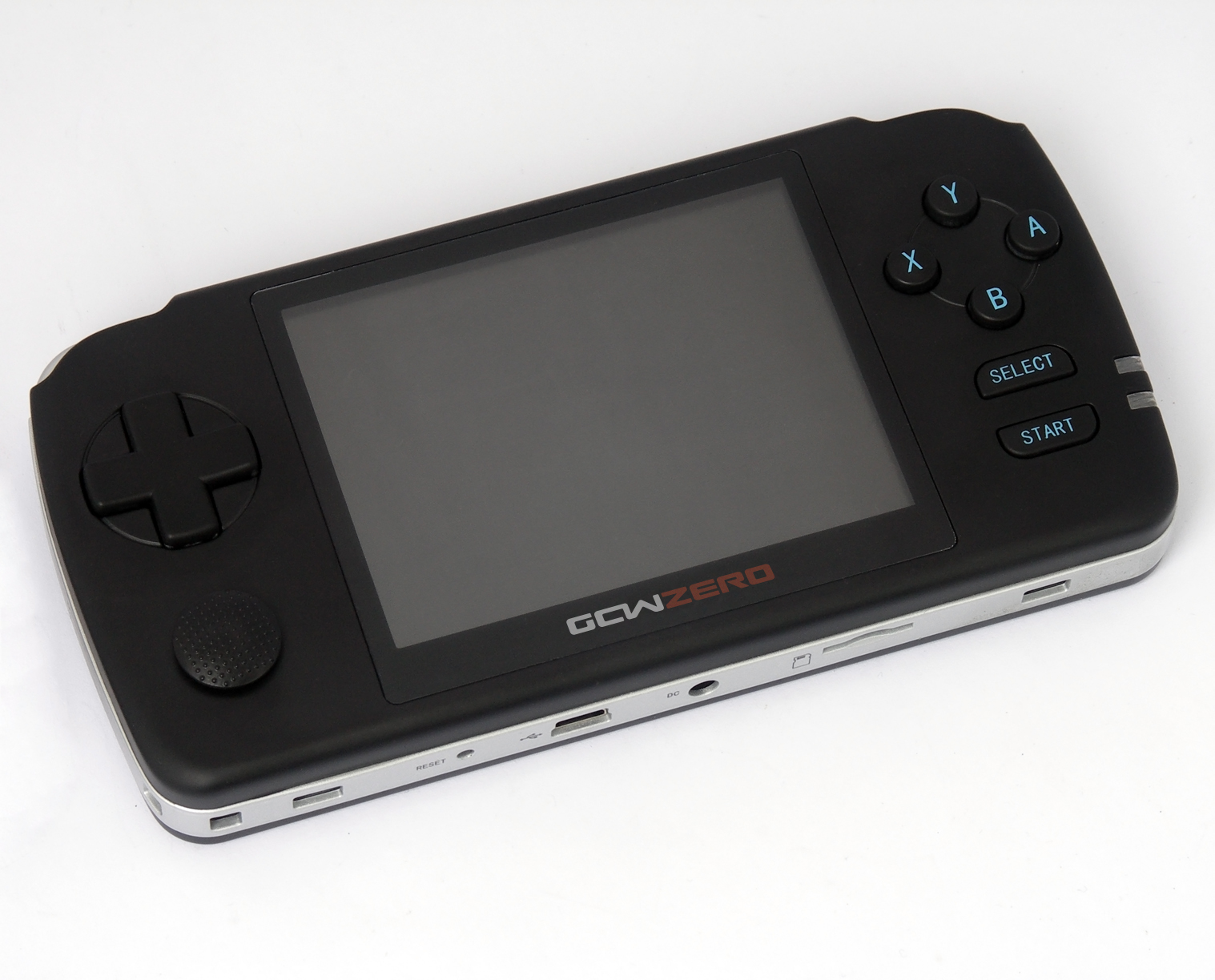
GCW Zero (2013)
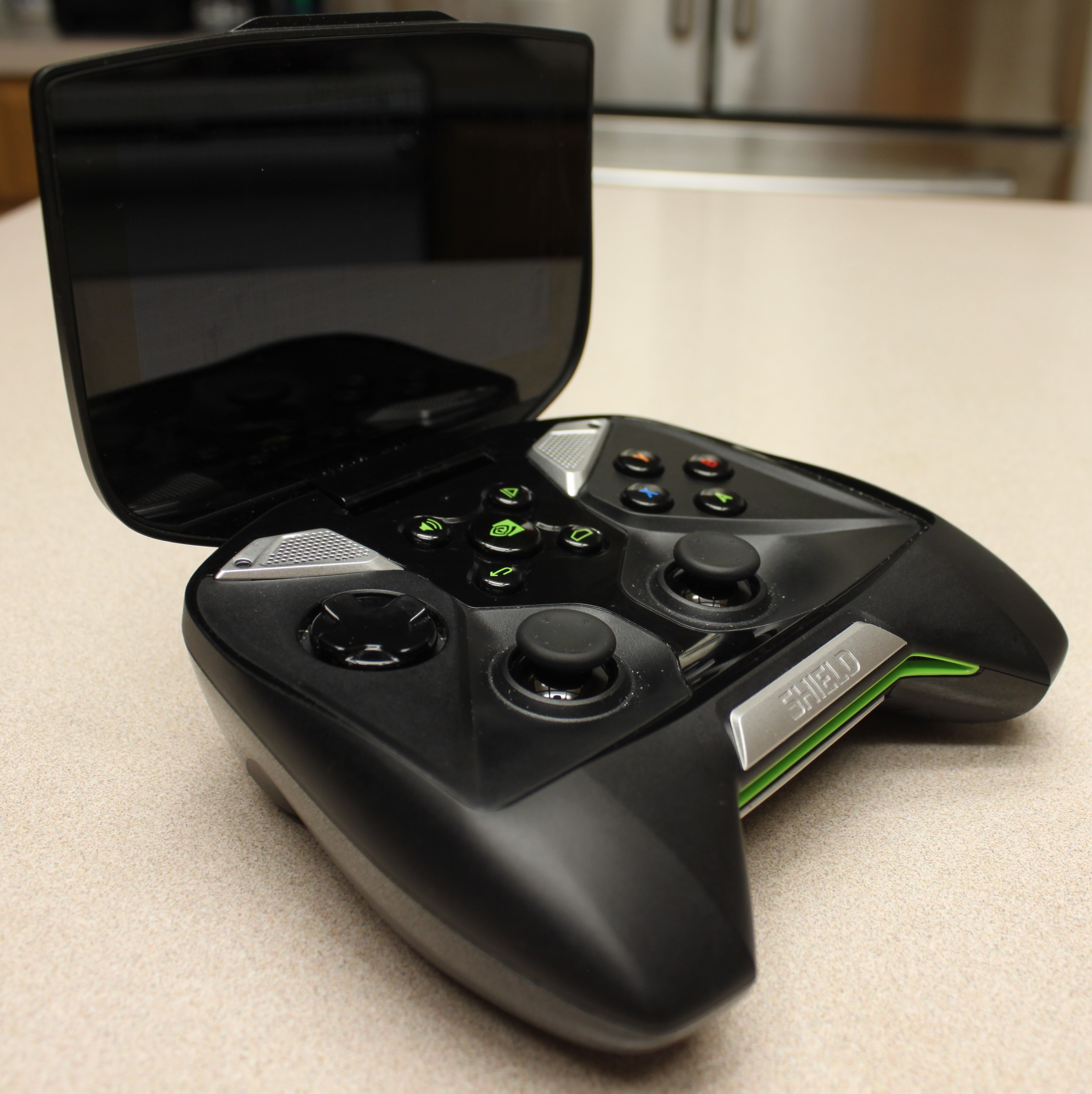
Shield Portable (2013)
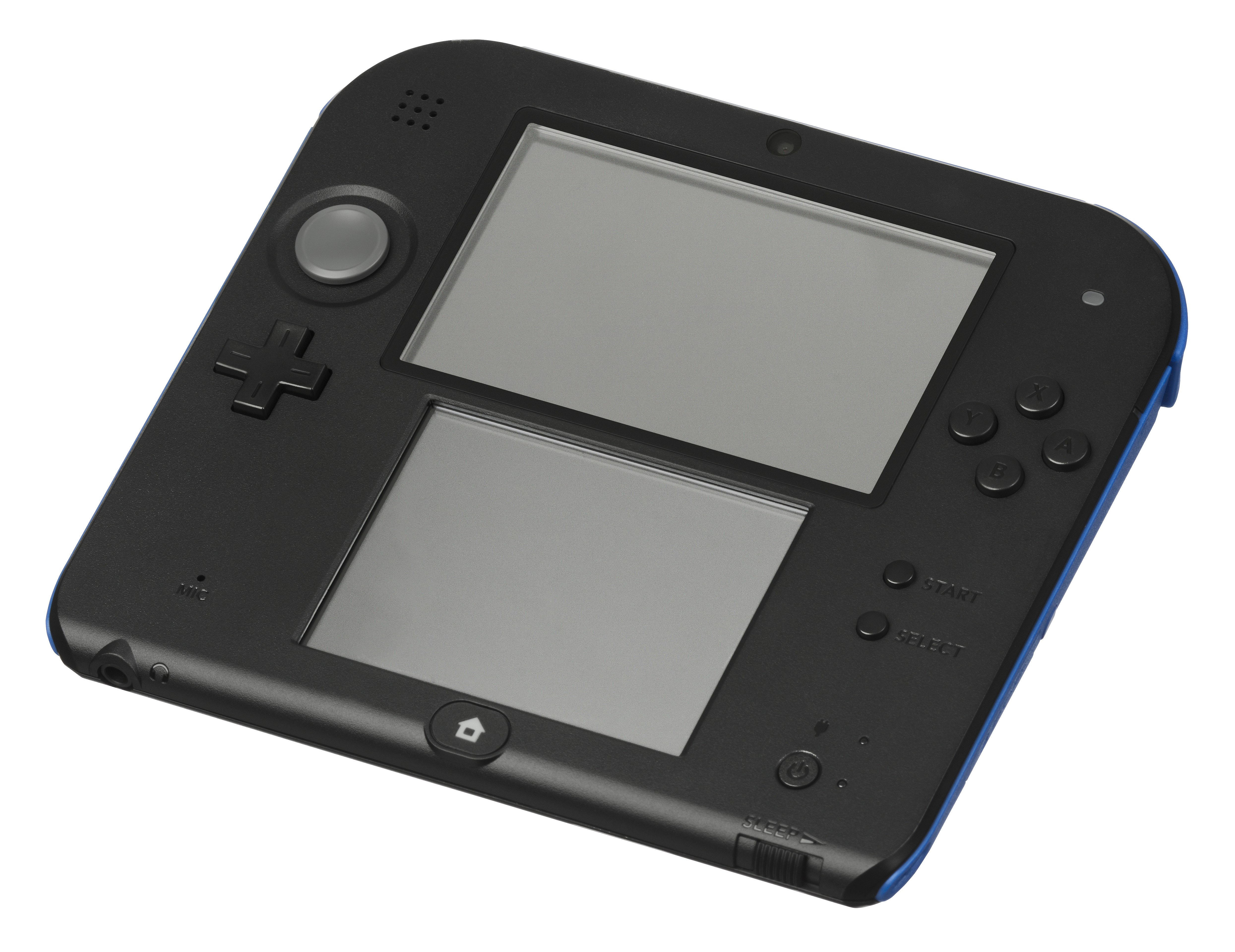
Nintendo 2DS (2013)
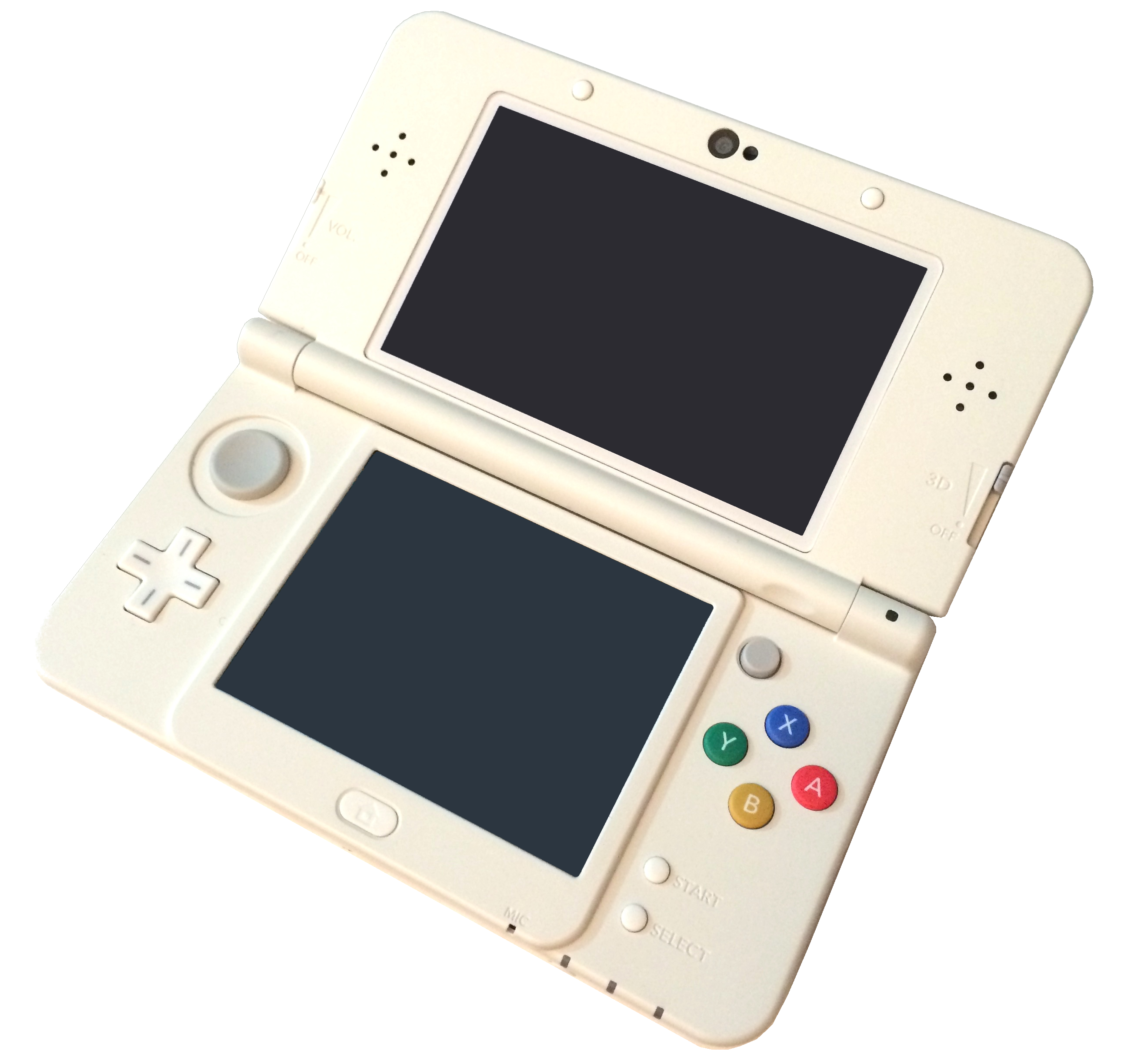
New Nintendo 3DS (2014)
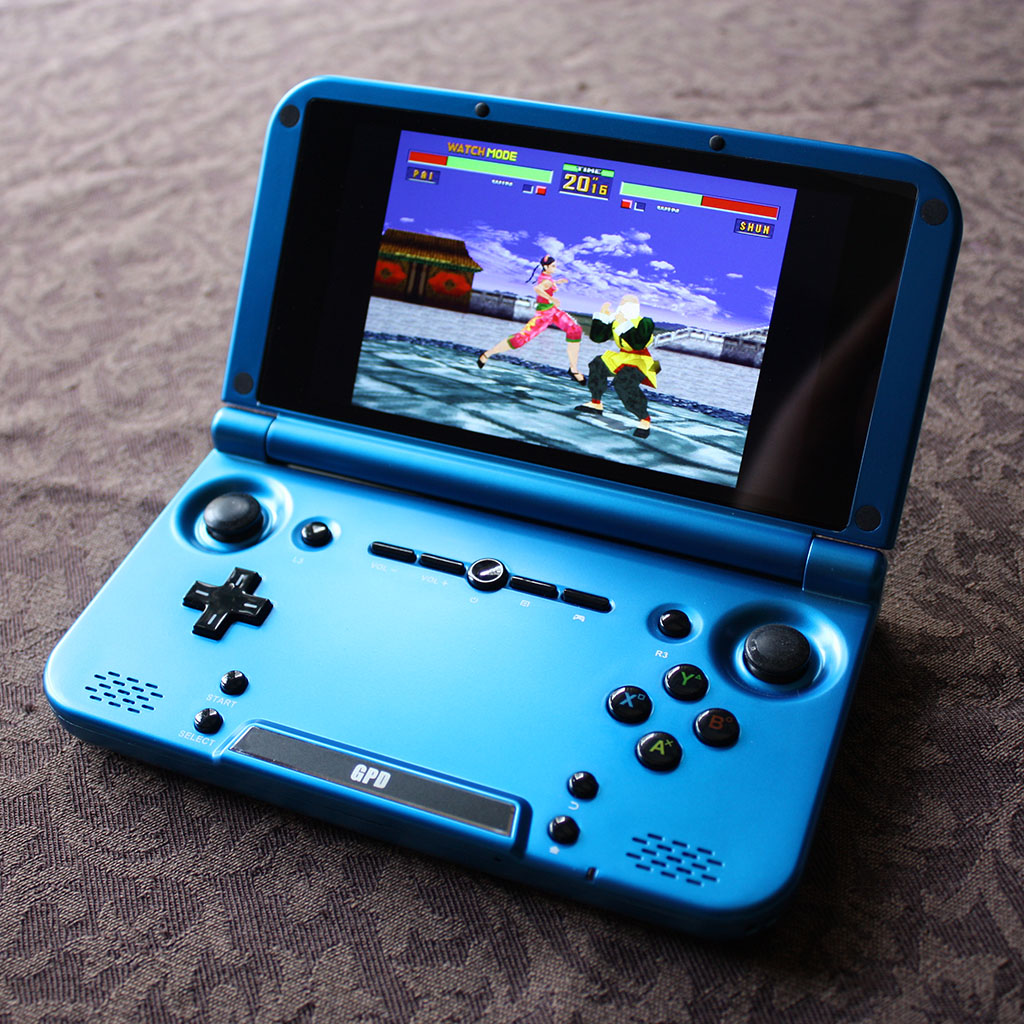
GPD XD (2015)
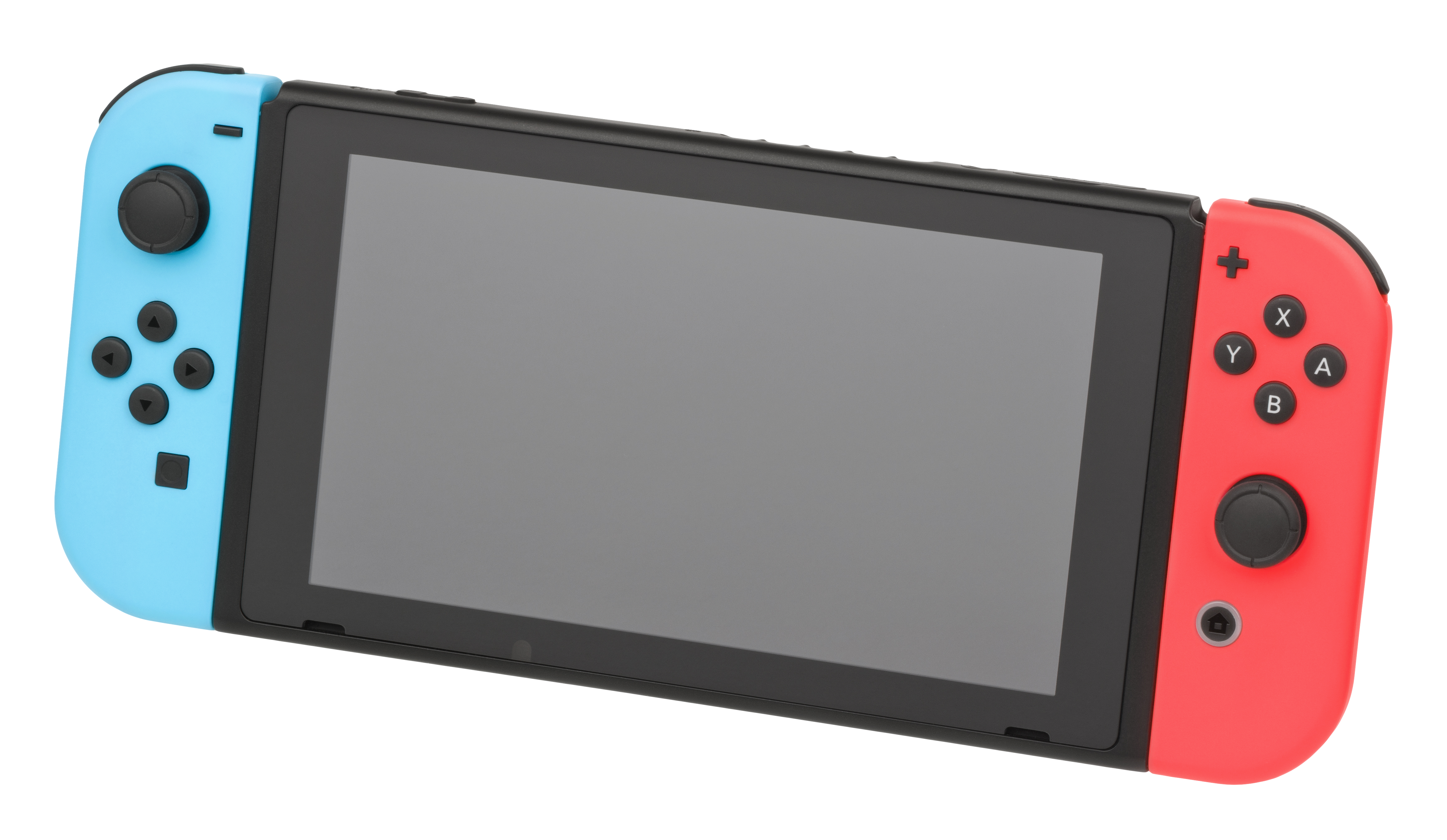
Nintendo Switch (2017)
New Nintendo 2DS XL (2017)

| Név                 | Megjelenés | Gyártó                  | Eladott darab | Kereskedelmi elérhetőség | Megjegyzések |
| ------------------- | ---------- | ----------------------- | ------------- | ------------------------ | --- |
| Nintendo 3DS        | 2011       | Nintendo                |               | 2011–napjainkig          | - Két különálló képernyője van - Autosztereoszkopikus 3D-s - Teljesen visszafelé kompatibilis a Nintendo DS-játékokkal |
| K-Magic             | 2011       | K’s Kids                |               |                          | - Oktatási célokra fejlesztett konzol |
| PlayStation Vita    | 2011       | Sony                    |               | 2011–napjainkig          | - Képes bizonyos PlayStation 3- és PlayStation 4-játékok streamelésére - Visszafelé kompatibilis bizonyos digitális úton megjelent PlayStation Portable-játékkal - 2013-ban megjelent egy hardverrevíziója, melyben az OLED-kijelzőt egy LCD-kijelzővel váltották - 2013-ban PlayStation TV néven egy nem hordozható változata is megjelent |
| Kids Pad            | 2012       | LG Group                |               |                          | - Oktatási célokra fejlesztett konzol |
| Game Gadget         | 2012       | Blaze                   |               |                          | - Nyílt forráskódú hardveren alapul |
| Neo Geo X           | 2012       | Tommo/Blaze             |               | 2012–2016                | - Az otthoni (AES) és játéktermi (MVS) Neo Geo-játékok átirataira szakosodott konzol - Nyílt forráskódú hardveren alapul |
| GCW Zero            | 2013       | Game Consoles Worldwide |               |                          | - Nyílt forráskódú hardveren alapul |
| Shield Portable     | 2013       | Nvidia                  |               |                          | - Eredetileg Nvidia Shield néven volt ismert - Képes az Nvidia GeForce videókártyákkal szerelt személyi számítógépeken futtatott játékok streamelésére - A külön a konzolra fejlesztett játékokon kívül az androidos játékok futtatására is képes                                                                                           |
| Razer Edge          | 2013       | Razer                   |               |                          | - Az első olyan táblagép, melyet kifejezetten felsőkategóriás játékok futtatására fejlesztettek ki - Két változatban jelent meg, a Razer Edge Pro jóval erősebb hardverrel rendelkezik - Windows 8 operációs rendszerű, így natívan futtathatóak rajta a személyi számítógépes játékok                                                      |
| Nintendo 2DS        | 2013       | Nintendo                |               | 2014–napjainkig          | - Nintendo 3DS csökkentett árvonalú változata - Nem támogatja az autosztereoszkopikus 3D-t |
| New Nintendo 3DS    | 2014       | Nintendo                |               | 2014–2017                | - A Nintendo 3DS feljavított hardverrevíziója, több RAM-mal, három új gombbal, arckövetős elülső kamerával és beépített NFC-olvasóval - New Nintendo 3DS XL néven egy nagyobb változata is megjelent - Jelentek meg New Nintendo 3DS-exkluzív játékok                                                                                       |
| GPD XD              | 2015       | GamePad Digital         |               |                          | - Android-alapú rendszer - Elsősorban korábbi konzolok emulációjára fejlesztették ki |
| GPD Win             | 2016       | GamePad Digital         |               | 2016–napjainkig          | - Windows 10 operációs rendszerű, így natívan futtathatóak rajta a személyi számítógépes játékok |
| Nintendo Switch     | 2017       | Nintendo                | 141 millió    | 2017–napjainkig          | - Hibrid konzol: egy dokkoló segítségével otthoni konzolként működik |
| New Nintendo 2DS XL | 2017       | Nintendo                |               | 2017–napjainkig          | - A New Nintendo 3DS XL csökkentett árvonalú változata - Nem támogatja az autosztereoszkopikus 3D-t |
| GPD Win 2           | 2018       | GamePad Digital         |               |                          | - Windows 10-es operációs rendszerű, így natívan futtathatóak rajta a személyi számítógépes játékok |
| DragonBox Pyra      | TBA        | OpenPandora             |               |                          | - Linux operációs rendszerű, így natívan futtathatóak rajta a személyi számítógépes játékok |